# Elecciones al Parlamento Europeo de 2019
Las elecciones al Parlamento Europeo de 2019 tuvieron lugar en la Unión Europea entre el 23 y el 26 de mayo de 2019, con una participación del 50,63%, superando en 8 puntos la participación de las elecciones de 2014. Dio lugar a la IX legislatura. En ellas se eligieron por sufragio universal, directo, libre y secreto los eurodiputados que integrarán la Eurocámara y que representarán a la ciudadanía europea en el periodo comprendido desde 2019 a 2024. Esta cámara fue la responsable de investir a Ursula von der Leyen como nueva presidenta de la Comisión Europea, tras ser propuesta por el Consejo Europeo en función de los resultados de las elecciones, por mayoría cualificada.
El número de diputados previstos para la IX legislatura del Parlamento Europeo era de 705 escaños, repartíendose los 73 escaños del Reino Unido, tras su salida de la Unión Europea, entre diversos países como España, Francia, Italia y Países Bajos y reservándose 46 escaños para futuras ampliaciones de la Unión. Si bien, después del aplazamiento del brexit hasta el 31 de octubre de 2019, el Reino Unido debió participar en las elecciones, manteníendose el reparto de escaños de la VIII legislatura hasta la salida definitiva de la Unión.
Por formaciones, el Partido Popular Europeo fue una vez más el ganador de las elecciones con 173 diputados, perdiendo 39 diputados sobre las elecciones europeas de 2014. Le siguió el Partido de los Socialistas Europeos con 147 escaños, 37 menos que en las elecciones anteriores y el Partido de la Alianza de los Liberales y Demócratas por Europa con 76 escaños, que ganó 27 asientos. El Movimiento Europa de las Naciones y de las Libertades, renombrado a Partido Identidad y Democracia después de las elecciones, de extrema derecha, logró 60 escaños, superando así al Partido Verde Europeo, que logró 55 escaños subiendo 19 sobre 2015, al Partido de los Conservadores y Reformistas Europeos que subió 5 escaños hasta los 47, y el Partido de la Izquierda Europea que se quedó en 21 escaños.
Por grupos parlamentarios, el Grupo del Partido Popular Europeo volvió a ser el más grande con 182 escaños, perdiendo 34 asientos sobre el parlamento saliente, seguido del Grupo de la Alianza Progresista de Socialistas y Demócratas con 154 escaños, perdiendo 31 asientos, y el Grupo Renovar Europa, el nuevo nombre del Grupo de la Alianza de los Liberales y Demócratas por Europa, que logró 108 escaños ganando 39. El Grupo de Los Verdes/Alianza Libre Europea se alzó hasta ser la cuarta fuerza con 74 escaños, sumando 22 escaños nuevos, y superando por la mínima al nuevo Grupo Identidad y Democracia que logró 73. Por último, el Grupo de los Conservadores y Reformistas Europeos se constituyó con 62 eurodiputados y el Grupo Confederal de la Izquierda Unitaria Europea / Izquierda Verde Nórdica con 41 escaños.
Tras las elecciones, el Partido Popular Europeo llegó a un acuerdo con el Partido de los Socialistas Europeos y con el Partido de la Alianza de los Liberales y Demócratas por Europa para formar la nueva Comisión Europea. Sin embargo, el candidato del PPE a la presidencia de la Comisión, Manfred Weber, fue vetado por sus socios de Gobierno y, por ello, quien accedió a la presidencia europea fue la hasta entonces ministra de Defensa alemana, Ursula von der Leyen, también del Partido Popular Europeo, que ni siquiera había sido electa eurodiputada en las elecciones.

## Aspectos relevantes

### Auge del euroescepticismo y la extrema derecha
Las elecciones europeas de 2019 tuvieron lugar en un contexto sin precedentes para la Unión Europea. La llegada al poder en varios países de gobiernos populistas y de extrema derecha, como en Hungría, Polonia, Austria e Italia, hicieron disparar las perspectivas electorales de los grupos más euroescépticos, que hasta ese momento estaban divididos en los grupos Europa de la Libertad y la Democracia Directa y Europa de las Naciones y de las Libertades.
Después de desencuentros durante los meses previos a las elecciones, la intervención de Steve Bannon, ideólogo estadounidense y partícipe de la victoria de Donald Trump a la presidencia de los Estados Unidos, hizo llegar a acuerdos a los principales partidos euroescépticos y de extrema derecha europeos, con Marine Le Pen y Matteo Salvini a la cabeza. El Fidesz de Viktor Orban, miembro del Partido Popular Europeo, no se alineó finalmente con Le Pen y Salvini y mantuvo su alineamiento con el PPE, a pesar de que fue suspendido tras los ataques a la Comisión Europea y a su presidente Jean-Claude Juncker.

### Salida del Reino Unido de la Unión Europea
El 23 de junio de 2016 se realizó el Referéndum sobre la permanencia del Reino Unido en la Unión Europea, también conocido como brexit, el resultado indicó que el 51,9% de los votantes era partidario de abandonar la Unión Europea, frente a un 48,1% partidario de permanecer. Este resultado fue desigual en el territorio, ya que en Escocia, Irlanda del Norte, Gibraltar y Londres ganó el sí a la permanencia.
El proceso de retirada de la Unión Europea se inició una vez que el Reino Unido invocó el artículo 50 del Tratado de la Unión Europea el miércoles 29 de marzo de 2017. Este proceso, que tenía que durar un máximo de 2 años y debía permitir realizar las Elecciones Europeas de 2019 sin el Reino Unido, se acabó retrasando en dos ocasiones, la primera hasta el 12 de abril de 2019 y la segunda hasta el 31 de octubre de 2019, obligando al país a participar de las elecciones europeas y retrasando la modificación del reparto de escaños entre países hasta la salida definitiva del Reino Unido.

### Acuerdo entre Macedonia del Norte y Grecia
Después de años de disputa entre Antigua República Yugoslava de Macedonia y Grecia, que habían impedido el acceso de Macedonia a la Unión Europea y a la OTAN, en 2018 se firmó el Acuerdo de Prespa con Grecia respecto a la disputa sobre el nombre de Macedonia, por el que el Estado independiente cambiaría de nombre a Macedonia del Norte. El 30 de septiembre de ese año se celebró un referéndum para aprobar el acuerdo y la entrada de país en la Unión Europea y la OTAN con un resultado no concluyente, ya que aunque el voto por el sí alcanzó la mayoría de sufragios, el referéndum contó con un 36,3% de participación, un 15% menos del mínimo exigido. A pesar de ello, el Parlamento macedonio aprobó el cambio de nombre el 11 de enero de 2019, superando levemente los 80 votos requeridos, y posteriormente el griego hizo lo propio, entrando en vigor durante el mes de febrero de 2019. Gracias a este acuerdo, Macedonia del Norte comenzó los procesos de incorporación a la Unión Europea y a la OTAN.

### Proceso soberanista de Cataluña

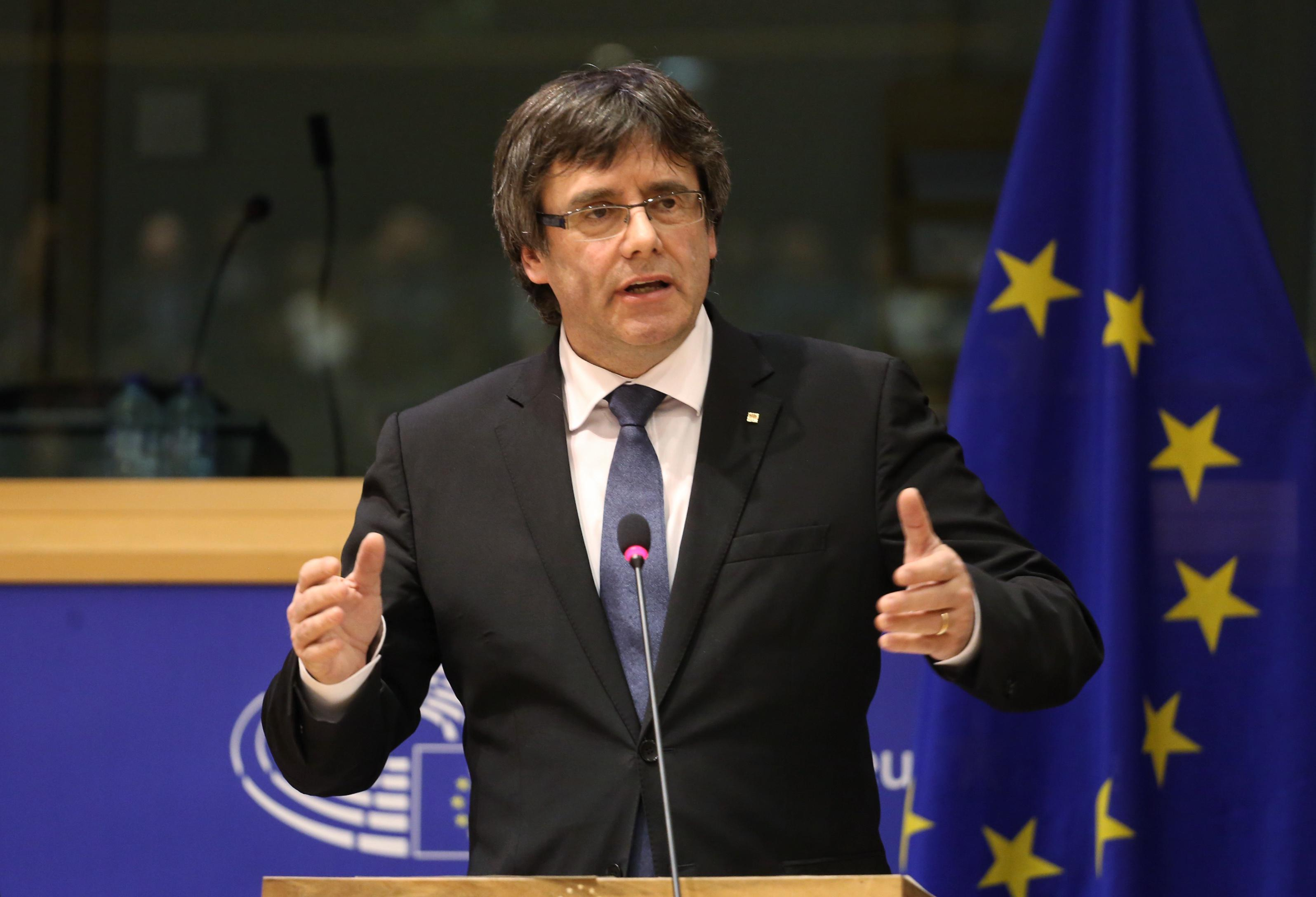
Carles Puigdemont en una conferencia en el Parlamento Europeo.

Tras el fallido Referéndum de independencia de Cataluña del 1 de octubre de 2017, declarado ilegal por el Tribunal Constitucional de España, y la posterior declaración unilateral de independencia y aplicación del Artículo 155 de la Constitución y el Juicio del Procés, cuatro líderes independentistas catalanes se presentaron a las elecciones. Por un lado Oriol Junqueras, en ese momento en prisión preventiva, lideró la coalición Ahora Repúblicas, con la presencia de Esquerra Republicana de Catalunya y otros partidos como EH Bildu, y además fue el candidato a Presidente de la Comisión Europea por parte de la Alianza Libre Europea. Por otro lado, Carles Puigdemont, Toni Comín y Clara Ponsatí, en ese momento residentes en Bélgica y Reino Unido, lideraron la lista de Lliures per Europa. Junqueras, Puigdemont y Comín resultaron elegidos mientras que Ponsatí recibió el acta una vez se produjo la salida del Reino Unido de la Unión Europea.

### Nueva ley electoral
El 7 de junio de 2018, el Consejo Europeo acordó cambiar la ley electoral de la Unión Europea y refirmar las viejas normativas electorales, datadas de 1976. El objetivo de la reforma es aumentar la participación en las elecciones, la comprensión de su importancia y relevancia a nivel europeo y evitar votos irregulares sin menoscabar las tradiciones constitucionales y electorales de los Estados miembros.
Las nuevas normas tienen entre sus puntos destacados:
- Visibilizar los partidos políticos europeos, en las papeletas de todos los Estados miembros, visibilizando el logotipo y candidato del partido político europeo, en caso de formar parte de alguno, junto al partido político estatal.
- Introducción de un umbral mínimo obligatorio para los países de la Unión Europea que repartan más de 35 escaños en circunscripción única (en el momento de la aprobación, sólo España y Alemania), que se deberá establecer entre el 3% y el 5%.[38]
- Establecimiento de un plazo de 12 semanas antes de las elecciones para que los partidos políticos europeos, y los partidos políticos a nivel estatal, proclamen sus candidatos. La intención es que todos los partidos europeos nominen a su candidato a Presidente de la Comisión Europea.
- Inclusión del derecho a voto de los ciudadanos europeos que vivan fuera de la Unión Europea.
- Prohibición del doble voto para ciudadanos europeos con derecho a voto en dos países. Para ello, los estados deberán intercambiar información de sus censos electorales.

El Parlamento Europeo dio su aprobación a la reforma el 4 de julio de 2018 y la ley fue adoptada por el Consejo Europeo el 13 de julio de 2018. Sin embargo, no todos los Estados miembros ratificaron la nueva normativa antes de las elecciones de 2019, entre ellos los afectados por el umbral mínimo (España y Alemania) y, por lo tanto, estas elecciones se llevaron a cabo de acuerdo con las reglas anteriores.

## Candidaturas europeas y candidatos a la Comisión Europea
Los partidos estatales de la Unión Europea suelen organizarse a través de partidos políticos europeos. Para ser un partido oficial, las agrupaciones deben tener una representación significativa en al menos una cuarta parte de los Estados de la Unión (actualmente 7 países), respetar los valores y principios sobre los que se funda la Unión Europea y haber participado en las elecciones europeas, o haber manifestado su intención de hacerlo.
Al final de la VIII legislatura del Parlamento Europeo, tenían presencia un total de 15 partidos políticos europeos, o alianzas informales de partidos políticos de la Unión Europea. El Partido Popular Europeo era el que más presencia tenía, seguido del Partido de los Socialistas Europeos y del Partido de la Alianza de los Liberales y Demócratas por Europa. Otros, como el Partido Pirata Europeo o Animal Politics EU tenían sólo un representante.
La mayoría de los partidos políticos europeos nombraron candidatos a Presidente del Consejo Europeo. Los dos principales partidos, y los que más opciones tenían de conseguir la presidencia nombraron a Manfred Weber, por parte de los populares, y a Frans Timmermans por parte de los socialistas. Otros prefirieron nombrar dos o más candidatos, como el Equipo Europa de los liberales, formado Margrethe Vestager, Nicola Beer, Emma Bonino, Violeta Bulc, Katalin Cseh, Luis Garicano y Guy Verhofstadt, o los binomios Ska Keller y Bas Eickhout, de los verdes, y Violeta Tomič y Nico Cué, de la izquierda unitaria.
Además, los partidos políticos europeos forman los grupos políticos del Parlamento Europeo. No obstante, estos grupos no siempre corresponden totalmente con los partidos, ya que a menudo varios partidos políticos forman un único grupo o diputados de un mismo partido forman parte de grupos diferenciados, como lo eran en la VIII legislatura el Grupo de la Alianza de los Liberales y Demócratas por Europa formado por la Partido de la Alianza de los Liberales y Demócratas por Europa y el Partido Demócrata Europeo o el Grupo de Los Verdes/Alianza Libre Europea formado por el Partido Verde Europeo y la Alianza Libre Europea, y la presencia del Partido Pirata Europeo. Para formar un grupo político se necesitan al menos 25 diputados de siete países, lo que representa un cuarto de los estado miembro de la Unión Europea.

### Partido Popular Europeo

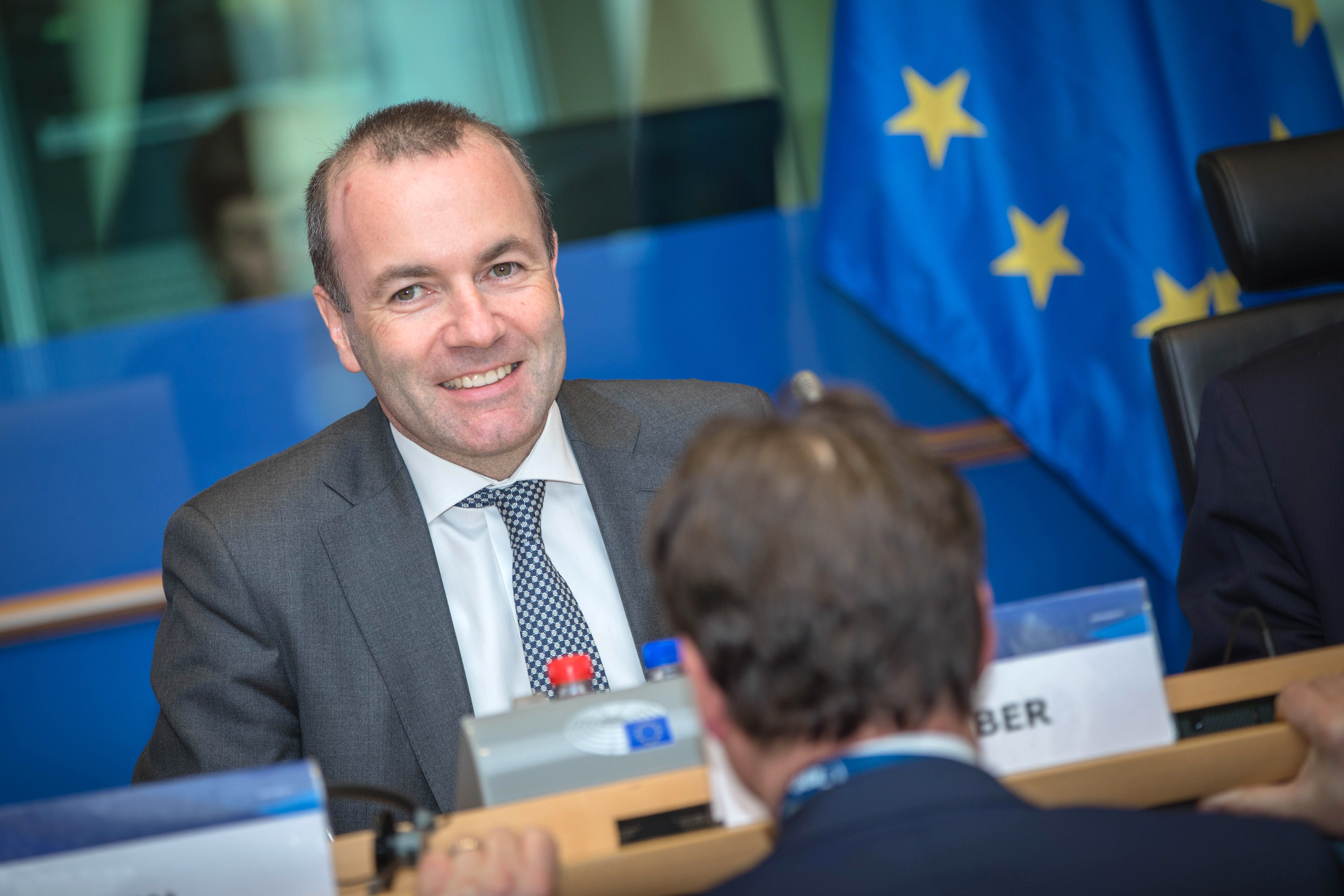
Manfred Weber en la Asamblea del Partido Popular Europeo de 2019.

- Candidato a Presidente de la Comisión Europea: Manfred Weber.
- Grupo Parlamentario en la anterior legislatura: Grupo del Partido Popular Europeo.

El Partido Popular Europeo (PPE) agrupaba a final de legislatura a 80 partidos de Estados miembros de la Unión Europea y de fuera de la misma, con ideologías de democracia cristiana, conservadurismo, conservadurismo liberal, conservadurismo social, humanismo cristiano y europeísmo. La Unión Demócrata Cristiana de Alemania, con 29 escaños, y el Partido Popular de España y Los Republicanos de Francia, con 16 eurodiputados cada uno, fueron las principales fuerzas del partido en la legislatura 2014-2019 del Parlamento Europeo.
Previo a las elecciones europeas, el 20 de marzo de 2019, el PPE procedió a la suspensión el Fidesz-Unión Cívica Húngara, del presidente de Hungría Viktor Orbán, por sus ataques reiterados a la Unión Europea y sus instituciones y, en concreto, una campaña en la que acusaba a la Unión y al Presidente de la Comisión Europea Jean-Claude Juncker, también del Partido Popular Europeo, de querer facilitar la inmigración con el reparto de refugiados de la crisis migratoria en Europa.
En cuanto al candidato a presidir la Comisión Europea, la familia popular decidió el 8 de noviembre de 2018 apostar, con un 80% de los votos, por Manfred Weber. El político alemán nacido en Niederhatzkofen (Baviera) era una de las caras visibles de la Unión Demócrata Cristiana de Angela Merkel y uno de los aspirantes a dirigirla tras la salida de la canciller alemana.

### Partido de los Socialistas Europeos

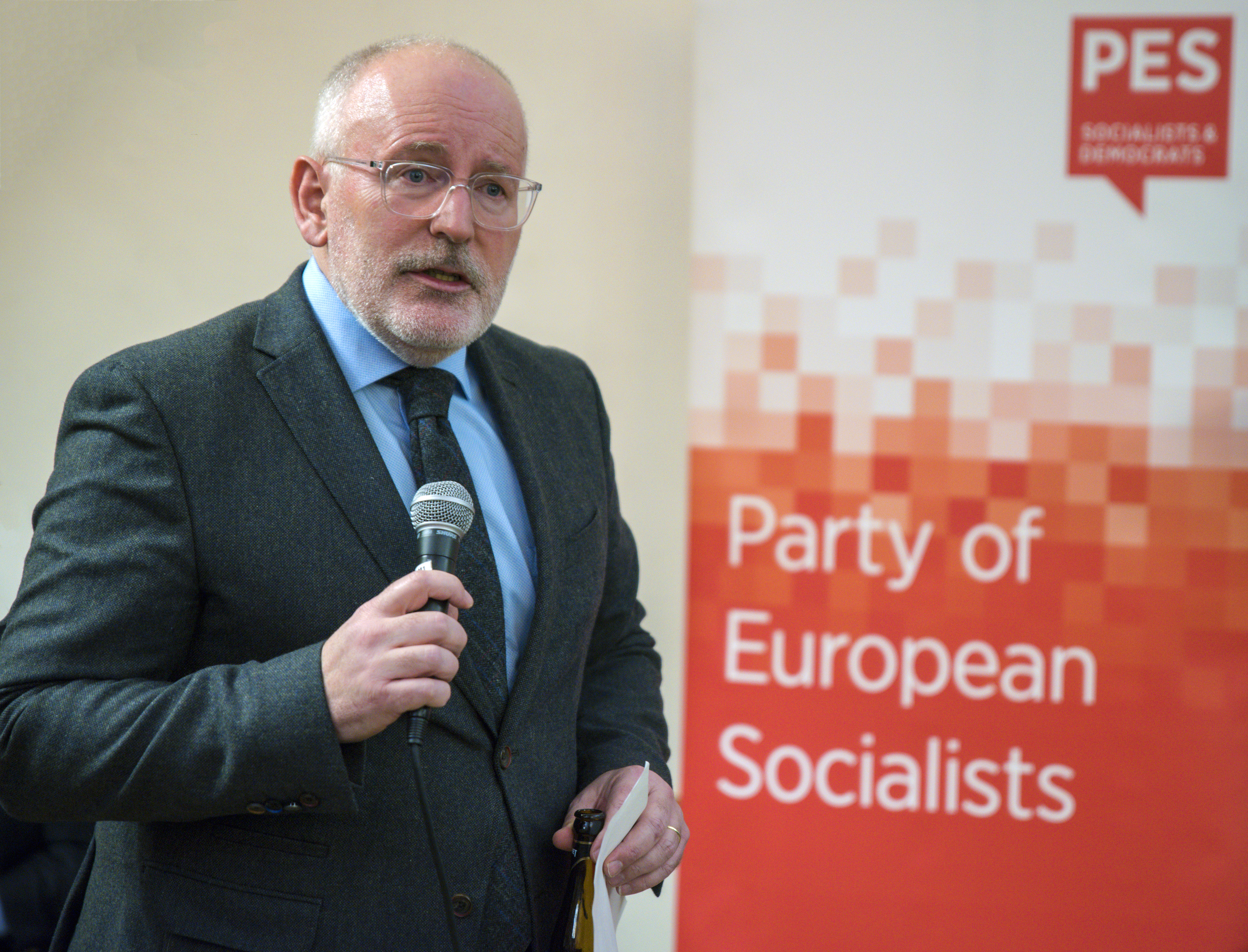
Frans Timmermans en un acto del Partido de los Socialistas Europeos en 2019.

- Candidato a Presidente de la Comisión Europea: Frans Timmermans.
- Grupo Parlamentario en la anterior legislatura: Grupo de la Alianza Progresista de Socialistas y Demócratas.

El Partido de los Socialistas Europeos (PSE) agrupaba en 2019 a 57 partidos de Estados miembros de la Unión Europea y de fuera de la misma, con ideologías socialdemócratas, socialistas y laboristas. En la legislatura 2014-2019, el Partido Socialdemócrata de Alemania con 27 escaños, el Partido Democrático de Italia con 26 eurodiputados y el Partido Laborista del Reino Unido llevaron el peso del partido en el Parlamento Europeo.
Para la presidencia de la Comisión Europea, la familia socialista eligió el 7 de diciembre de 2018 en Lisboa al holandés Frans Timmermans, miembro del Partido del Trabajo de los Países Bajos. El político, nacido en Maastricht, fue Ministro de Asunto Exteriores del Gobierno de su país entre 2012 y 2014 y, desde entonces, Vicepresidente primero y comisario europeo de la Mejora de la Legislación, Relaciones Interestitucionales, Estado de Derecho y Carta de los Derechos Fundamentales de la Comisión Juncker.

### Partido de la Alianza de los Liberales y Demócratas por Europa

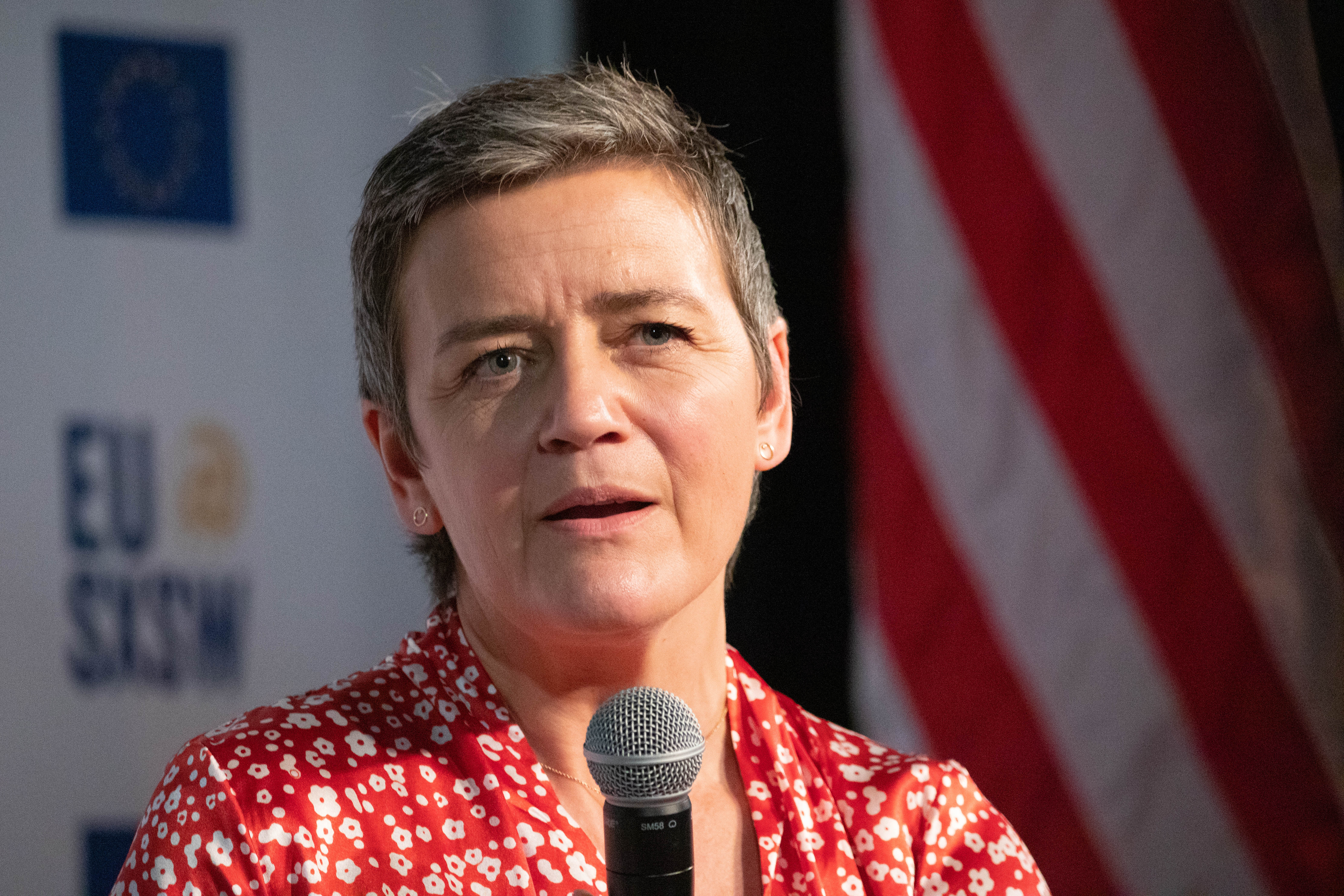
Margrethe Vestager, miembro del Equipo Europa del Partido de la Alianza de los Liberales y Demócratas por Europa, en un acto público.

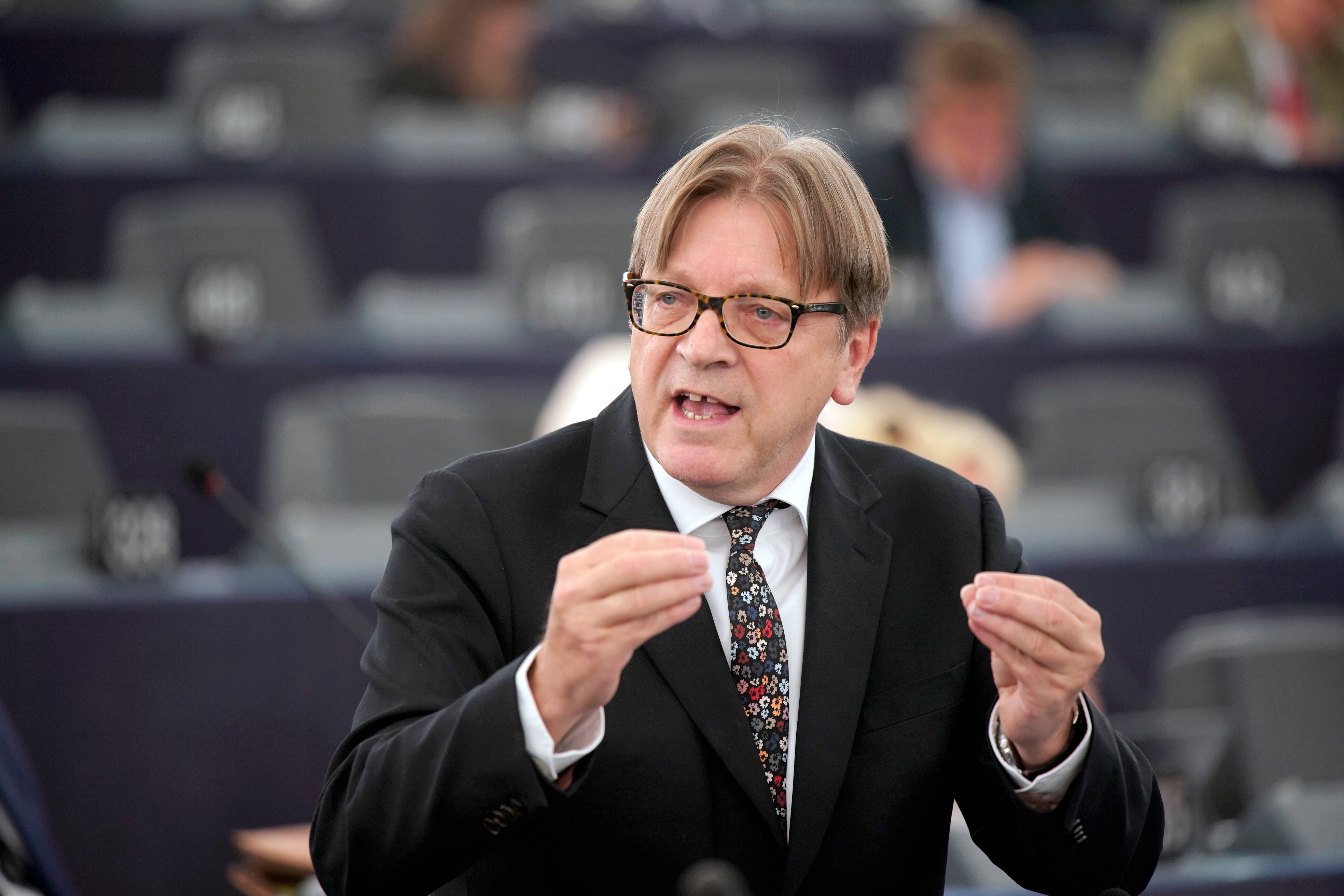
Guy Verhofstadt en un debate del Parlamento Europeo en 2019.

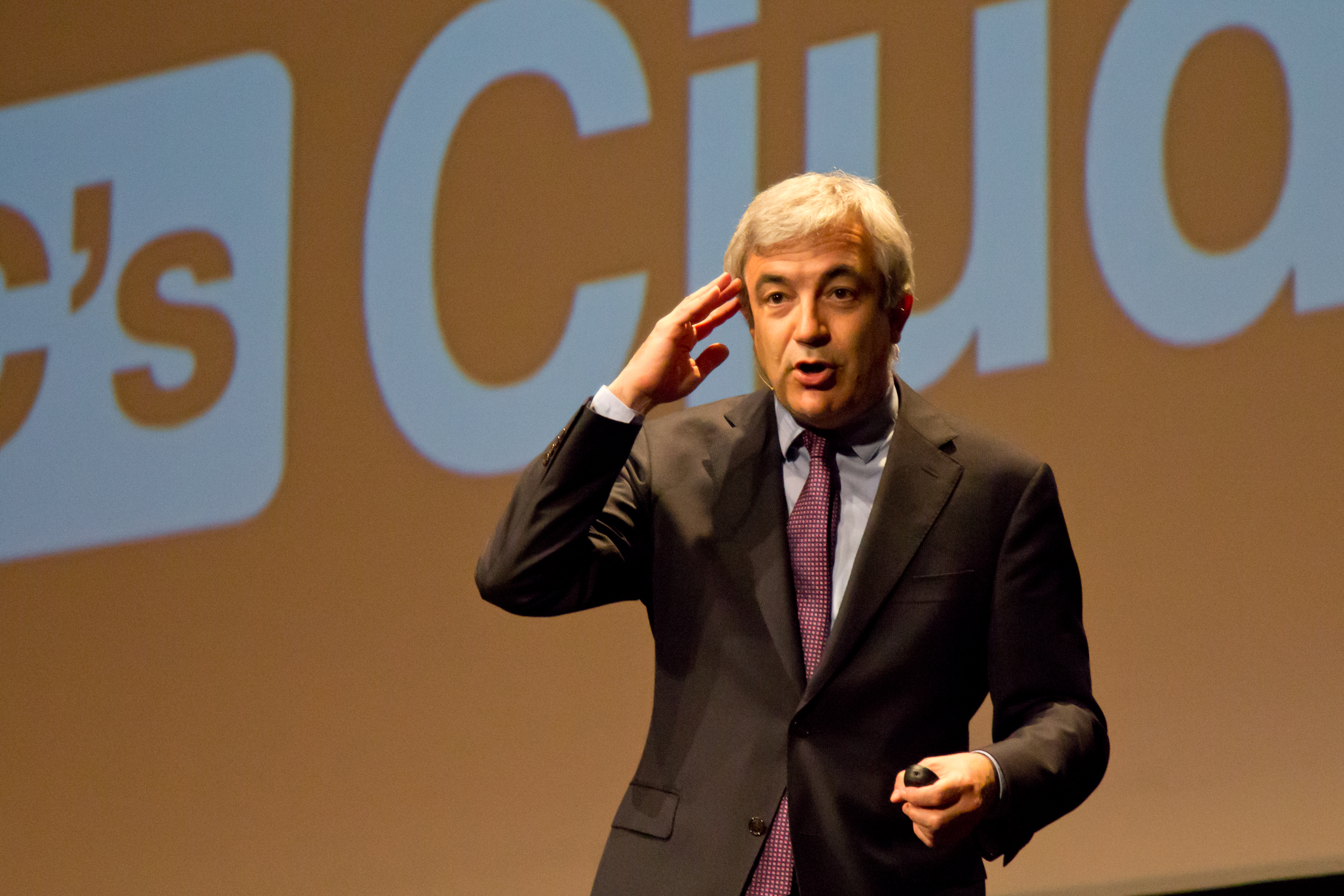
Luis Garicano en un acto de Ciudadanos en 2015.

- Candidato a Presidente de la Comisión Europea: Equipo Europa (Margrethe Vestager, Guy Verhofstadt, Nicola Beer, Emma Bonino, Violeta Bulc, Katalin Cseh y Luis Garicano).
- Grupo Parlamentario en la anterior legislatura: Grupo de la Alianza de los Liberales y Demócratas por Europa.

El Partido de la Alianza de los Liberales y Demócratas por Europa (ALDE Party) agrupaba a 69 partidos de la Unión Europea y de varios países europeos extracomunitarios. Dentro de sus corrientes ideológicas internas se encuentran el social liberalismo, el radicalismo, el liberalismo clásico, el liberalismo conservador y el federalismo europeo. Sus dos principales fuerzas, con 4 eurodiputados cada uno, fueron el Movimiento por los Derechos y Libertades de Bulgaria y Demócratas 66 de los Países Bajos.
Si bien, entre la familia liberal europea faltaba La República en Marcha, el nuevo partido nacido en Francia en 2016, y que logró la presidencia de la República francesa con Emmanuel Macron. Pero antes de las elecciones, el Partido de la Alianza de los Liberales y Demócratas anunció a través del candidato español de Ciudadanos Luis Garicano, antes de las elecciones, que se había llegado a un acuerdo para crear un grupo conjunto entre el partido europeo y el francés.
Para la Comisión Europea, el partido liberal decidió constituir un grupo llamado Equipo Europa formado por Margrethe Vestager, Guy Verhofstadt, Nicola Beer, Emma Bonino, Violeta Bulc, Katalin Cseh y Luis Garicano. Este equipo tenía como intención romper con la dinámica de candidato único de Socialistas y Populares y tenía como objetivo nominar a Vestager como candidata a Presidenta de la Comisión Europea, Verhofstadt como presidente del Parlamento Europeo y al resto de candidatos como altos cargos de la Comisión Europea.

### Alianza de los Conservadores y Reformistas Europeos

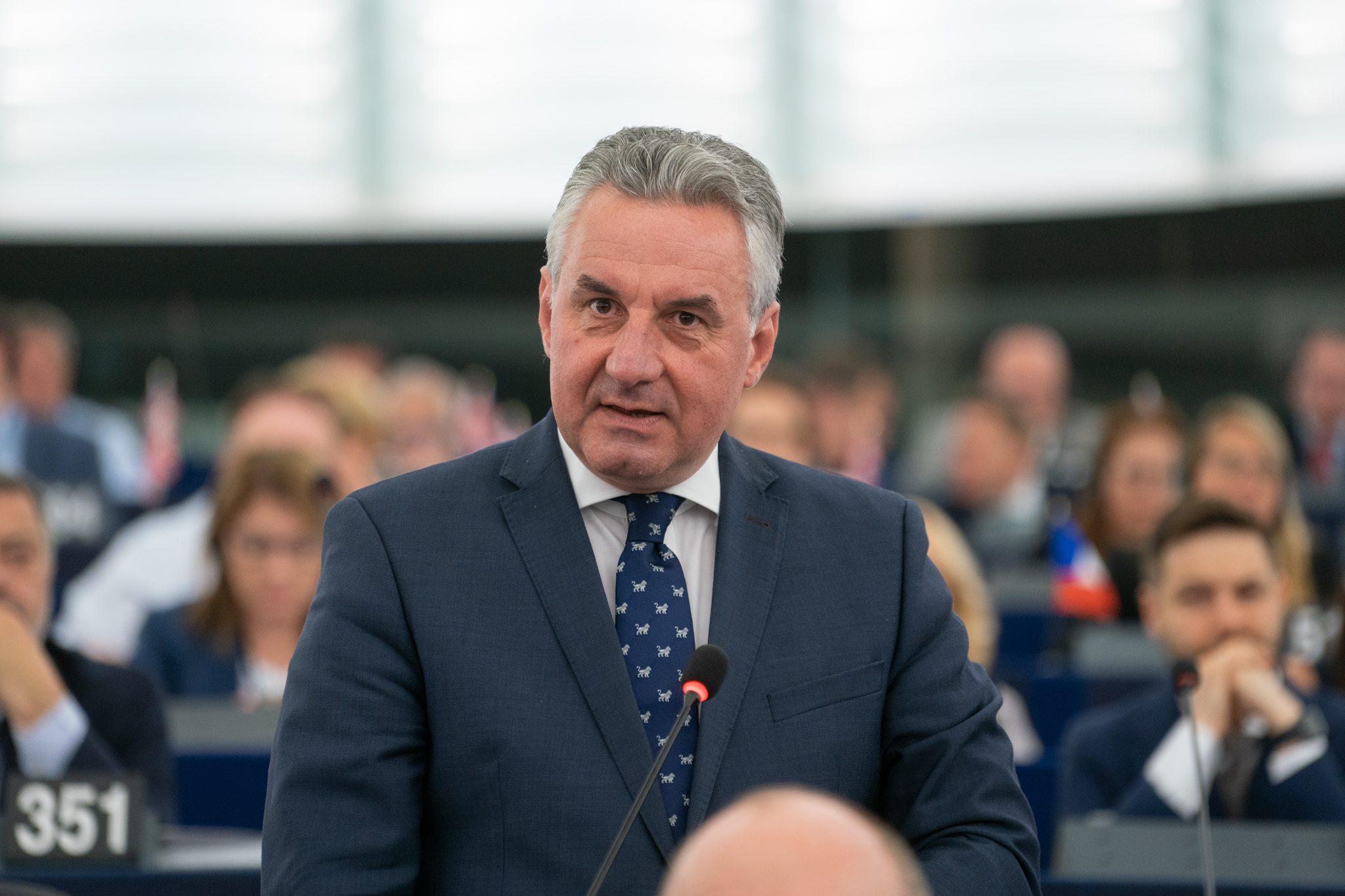
Jan Zahradil, candidato de la Alianza de los Conservadores y Reformistas Europeos en el Parlamento Europeo.

- Candidato a Presidente de la Comisión Europea: Jan Zahradil.
- Grupo Parlamentario en la anterior legislatura: Grupo de los Conservadores y Reformistas Europeos.

La Alianza de los Conservadores y Reformistas Europeos (AECR) agrupaba a 30 partidos de diversos países de todo el continente, de ideología conservadora, nacional conservadora, euroescéptica y antifederalista. El partido con más peso dentro del grupo era el Partido Conservador del Reino Unido con 18 escaños, seguido del partido Ley y Justicia de Polonia con 14 eurodiputados.
Los conservadores, que perderán gran parte de su fuerza una vez se formalice el Brexit y los diputados del Partido Conservador inglés abandonen el hemiciclo, nominaron a Jan Zahradil, nacido en Praga y miembro del Partido Democrático Cívico de la República Checa, como candidato a la presidencia de la Comisión Europea.

### Movimiento Europa de las Naciones y de las Libertades

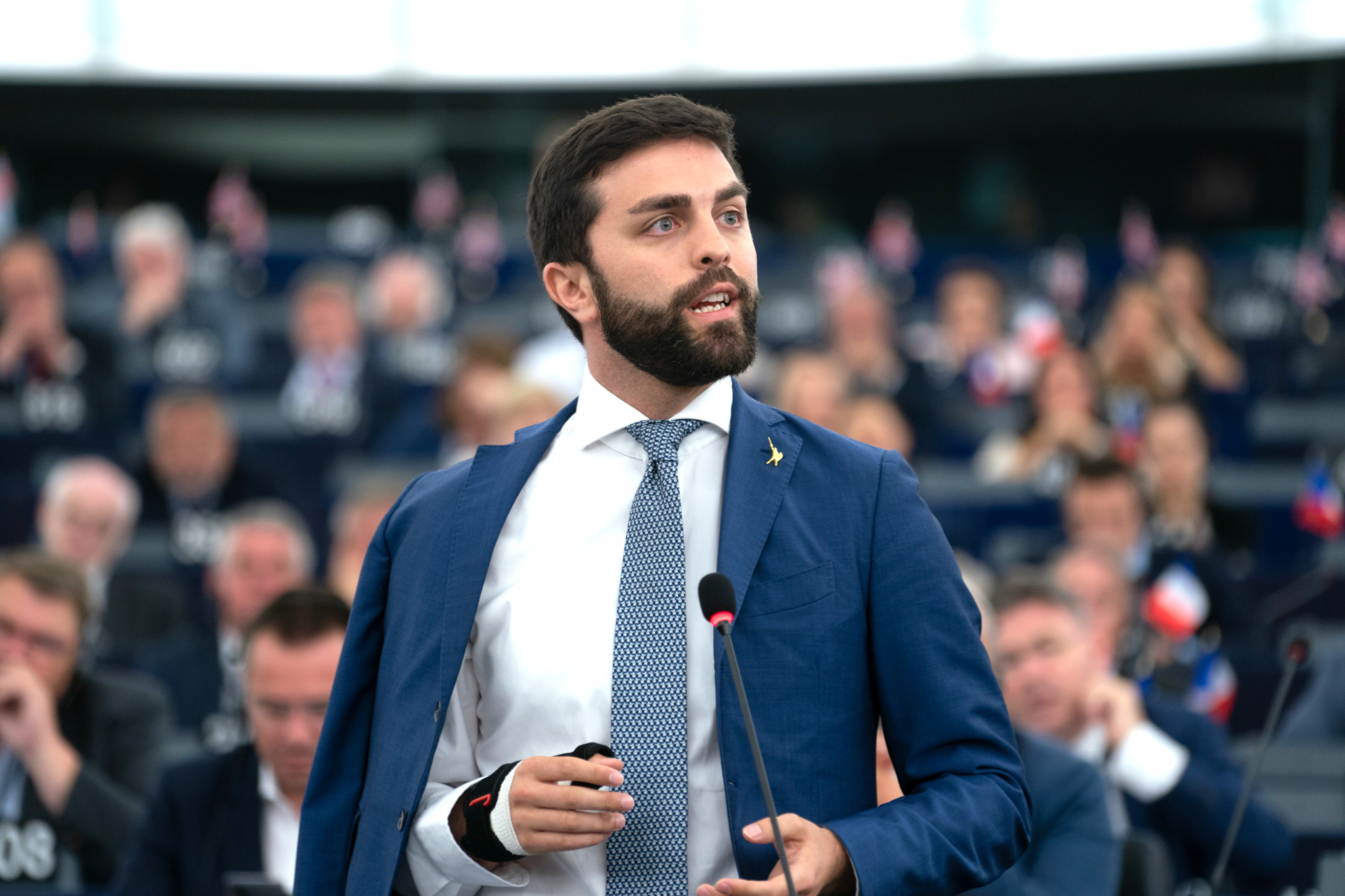
Discurso de bienvenida de Marco Zanni en el inicio de la legislatura.

- Candidato a Presidente de la Comisión Europea: Sin candidato.
- Grupo Parlamentario en la anterior legislatura: mayoritariamente en Europa de las Naciones y de las Libertades.

El Movimiento Europa de las Naciones y de las Libertades (MENL) integraba a 12 partidos políticos de 11 países de la Unión Europea. Su ideología gira en torno al euroescepticismo, el ultranacionalismo y la extrema derecha, y decidieron no nombrar candidato oficial, si bien Marco Zanni de la Liga de Italia fue proclamado líder de la formación. Los partidos con más fuerza dentro de la eurocámara antes de las elecciones eran la Agrupación Nacional de Francia, con 14 diputados, y la Liga, con 6 eurodiputados.
Días después de las elecciones, y una vez se acordó la creación del Grupo Identidad y Democracia, el partido cambió de nombre a Partido Identidad y Democracia, con los mismos miembros con los que acudieron a las elecciones europeas de 2019.

### Partido Verde Europeo

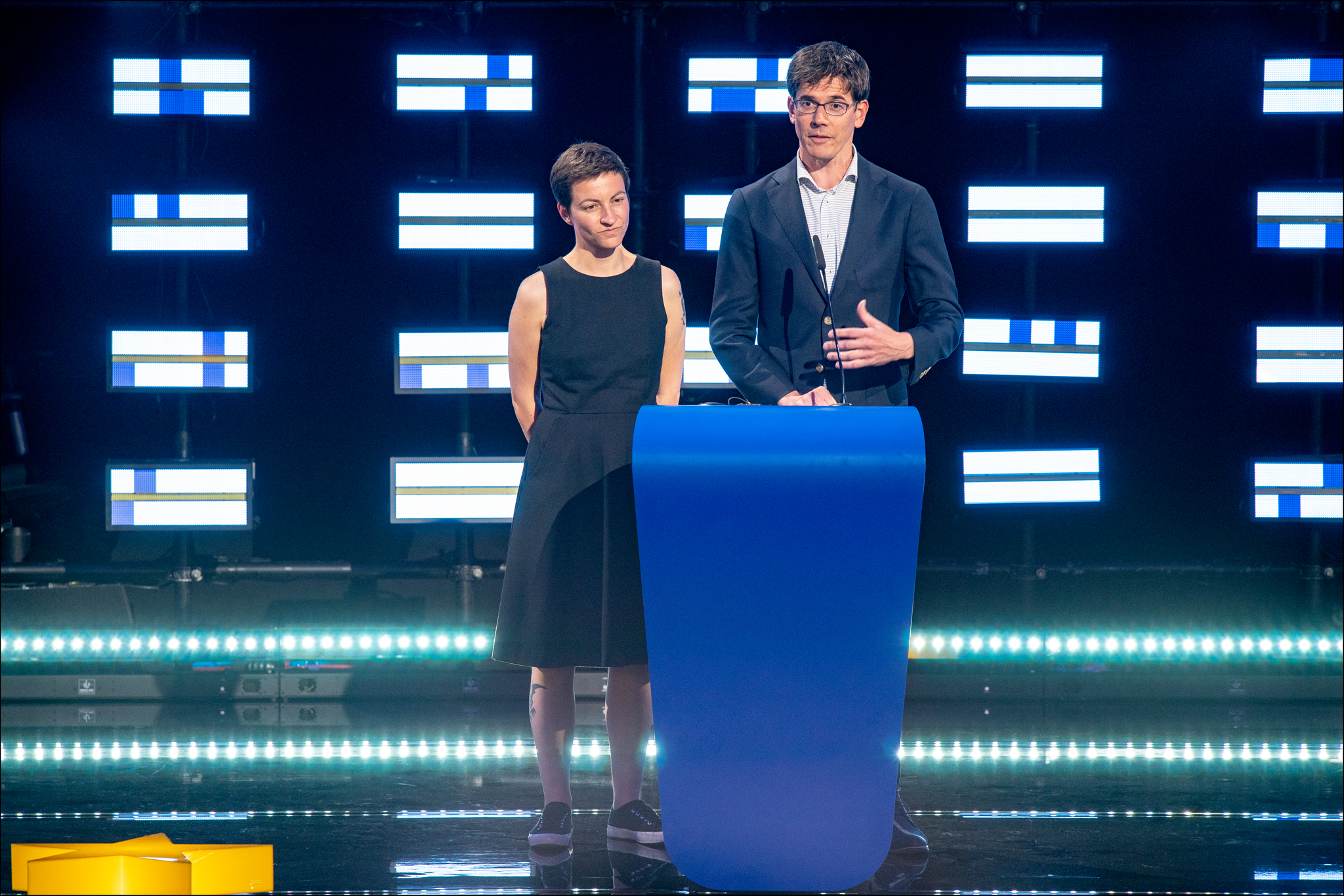
Ska Keller y Bas Eickhout en la presentación de su candidatura para el Partido Verde Europeo.

- Candidato a Presidente de la Comisión Europea: Ska Keller y Bas Eickhout.
- Grupo Parlamentario en la anterior legislatura: Grupo de Los Verdes/Alianza Libre Europea.

El Partido Verde Europeo (EGP) agrupaba antes de las elecciones a 48 partidos ecologistas nacionales de diversos países de todo el continente. Tiene como raíz ideológica las políticas verdes como la responsabilidad ambiental, la libertad individual, la democracia, la diversidad, la justicia social, la igualdad de género, un desarrollo sostenible global, y la no violencia. En la legislatura 2014-2019 fue la Alianza 90/Los Verdes de Alemania quien llevó el peso del grupo con 11 diputados frente a los seis de la coalición entre Europe Écologie y Los Verdes de Francia.
Para la presidencia de la Comisión Europea el partido nombró por segunda vez a Ska Keller, nacida en Guben (Alemania) y miembro de la Alianza 90/Los Verdes, y a Bas Eickhout, nacido en Groesbeek y miembro de la Izquierda Verde de los Países Bajos como pareja para el máximo cargo de la Unión Europea.

### Partido de la Izquierda Europea

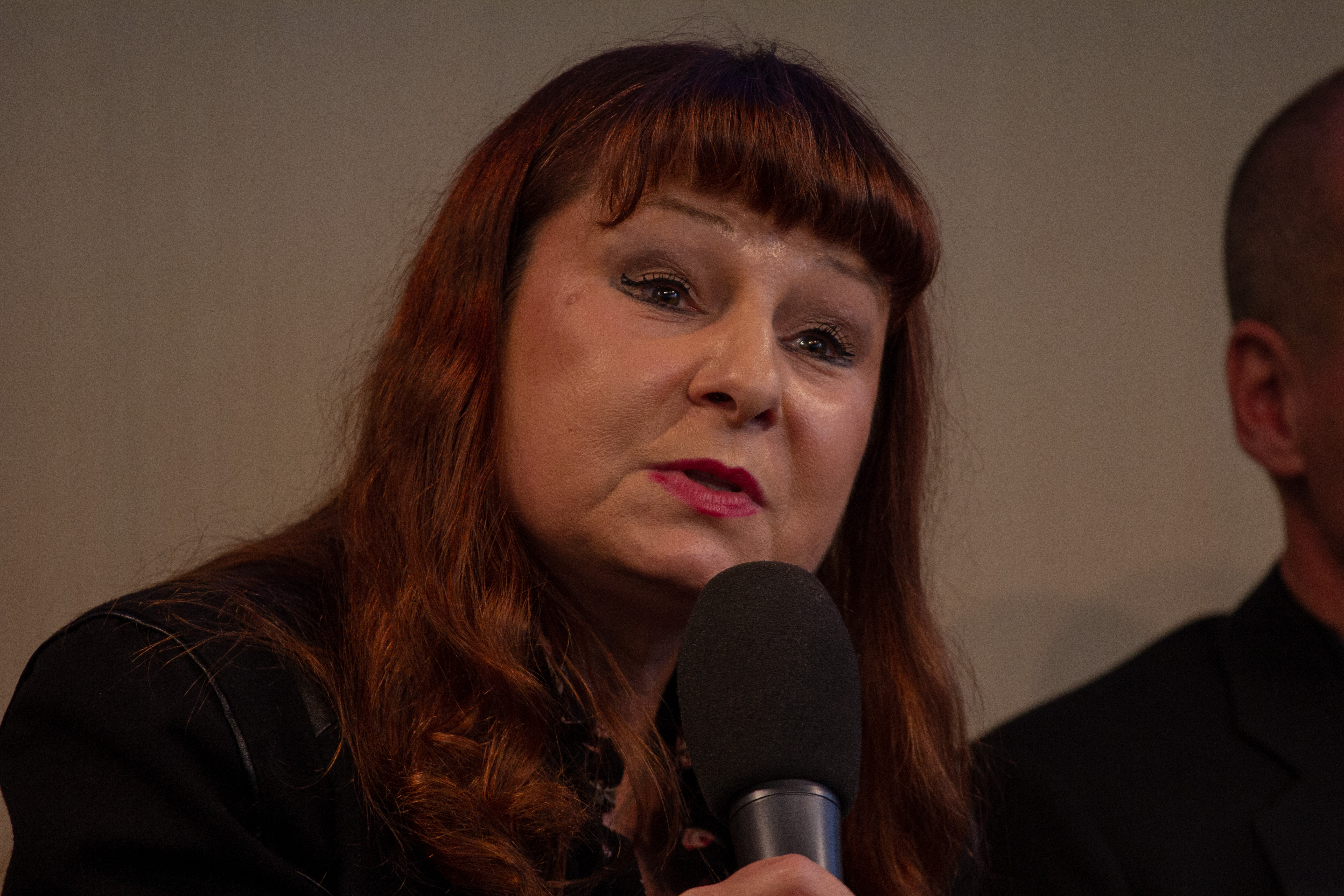
Violeta Tomič en un acto en la Academia de las Artes de Berlín en 2019.

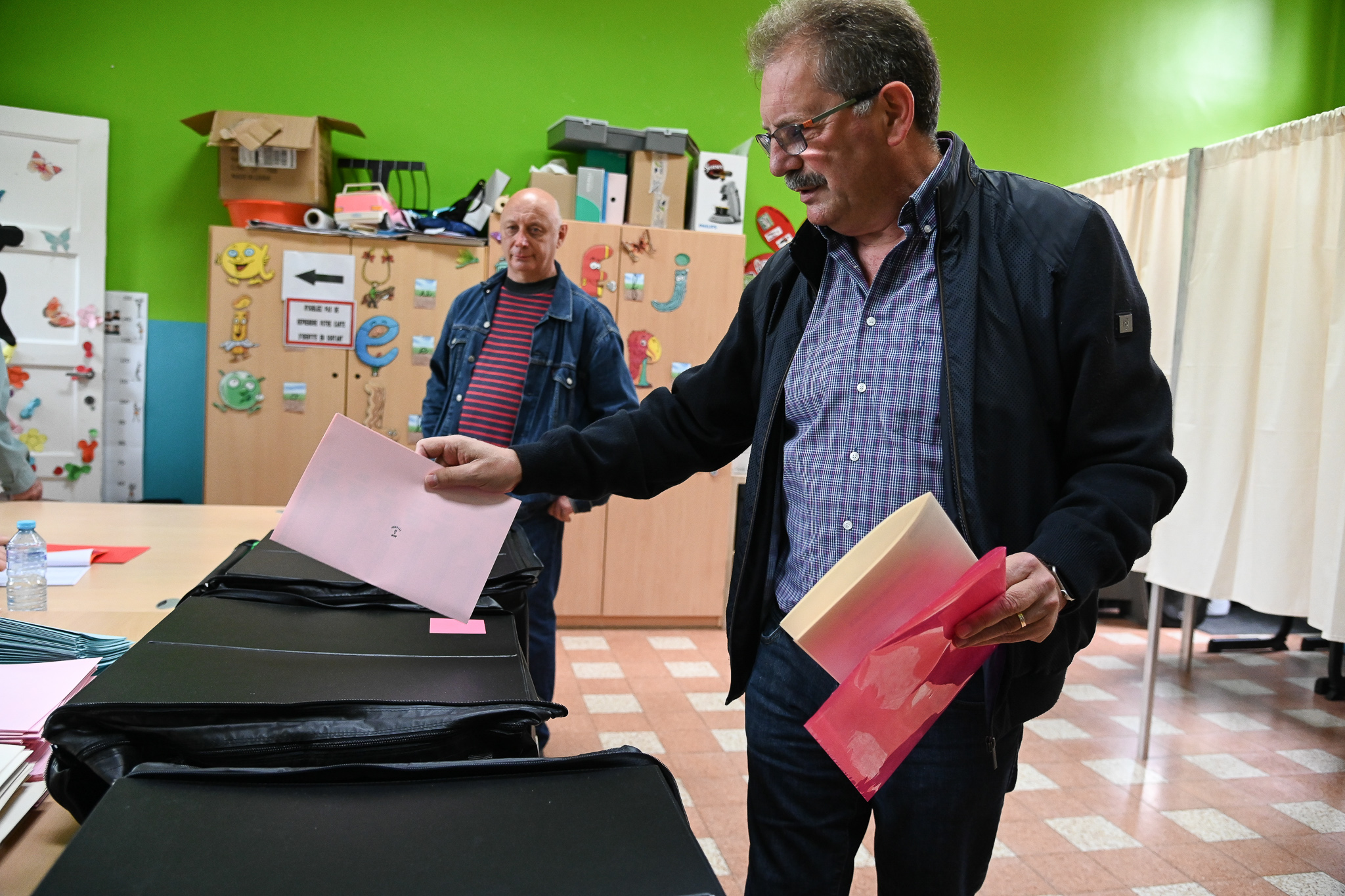
Nico Cué votando en las elecciones europeas de 2019.

- Candidato a Presidente de la Comisión Europea: Violeta Tomič y Nico Cué.
- Grupo Parlamentario en la anterior legislatura: Grupo Confederal de la Izquierda Unitaria Europea/Izquierda Verde Nórdica.

El Partido de la Izquierda Europea (PEL) agrupaba a 32 partidos de diversos países de la Unión Europea y del resto del continente, tanto de pleno derecho como observadores. La formación es considerada de izquierda anticapitalista europea, siendo principalmente de las corrientes comunistas y socialistas democráticos. El Die Linke de Alemania, con siete eurodiputados, y los partidos Frente de Izquierda de Francia y Partido Comunista de Bohemia y Moravia de República Checa, con dos eurodiputados cada uno, eran los principales partidos del grupo.
Para la presidencia de la Comisión Europea el partido nombró a Violeta Tomič, nacida en Sarajevo y miembro de La Izquierda, Levica de Eslovenia, y a Nico Cué, sindicalista nacido en Mieres (Asturias) y emigrado a Bélgica.
Si bien, dos de los principales partidos de izquierda europea a nivel de fuerza, como eran Podemos de España y Francia Insumisa no formaban parte del partido durante de las elecciones. Estos dos partidos, junto con otros integrantes del Partido de la Izquierda Europea como el Bloque de Izquierda de Portugal, formaron Ahora la Gente, una alianza informal que no proclamó candidatos a presidir la Comisión Europea.

### Partido Demócrata Europeo
- Candidato a Presidente de la Comisión Europea: Sin candidato.
- Grupo Parlamentario en la anterior legislatura: Mayoritariamente en el Grupo de la Alianza de los Liberales y Demócratas por Europa.

El Partido Demócrata Europeo (EDP) agrupaba antes de las elecciones a 19 partidos de ocho países de la Unión Europa, de ideología centrista y fuertemente europeísta. En el Parlamento saliente, los franceses del Movimiento Demócrata ostentaban la mayor representación del partido con dos diputados.

### Alianza Libre Europea

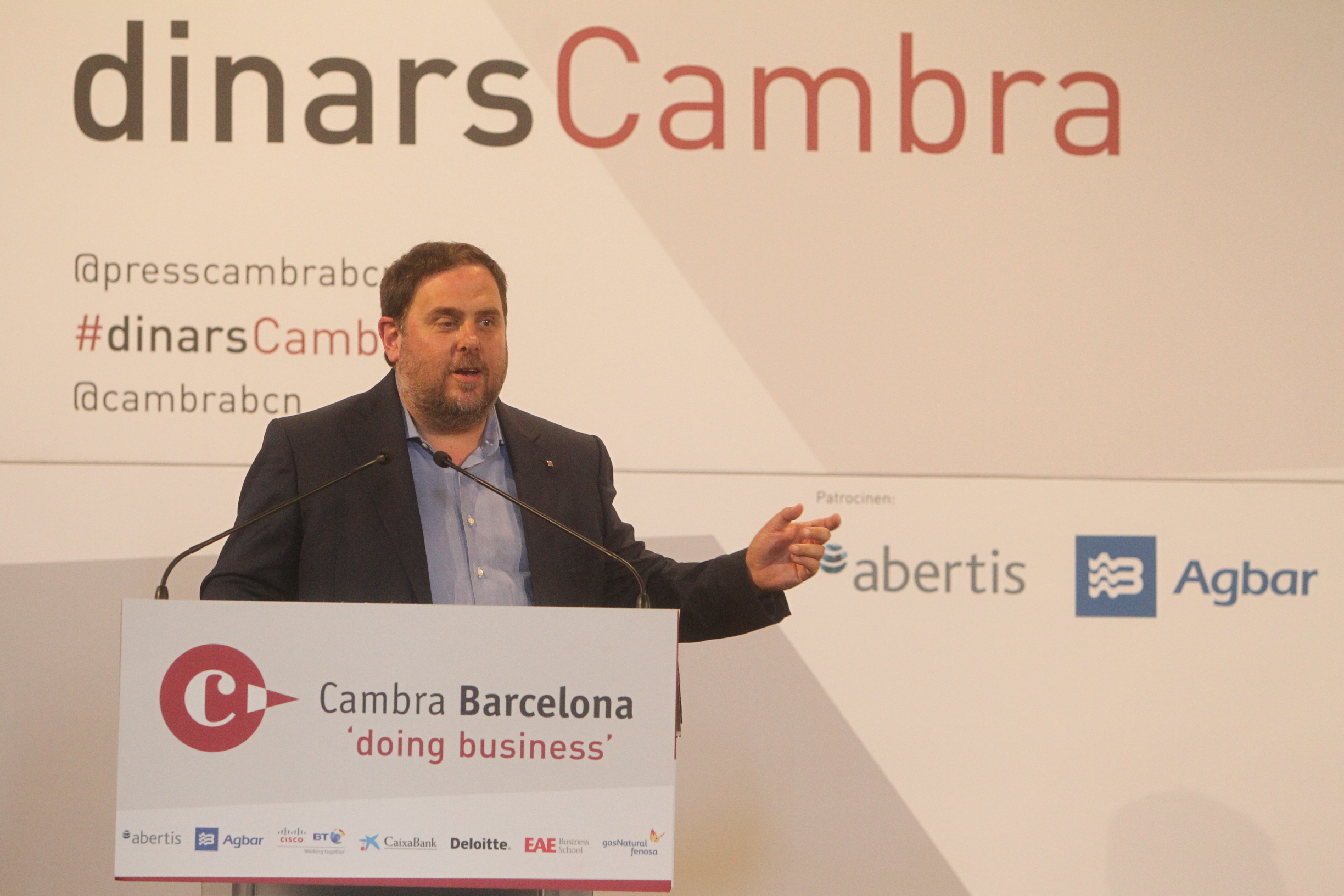
Oriol Junqueras en un acto de la Cámara de comercio en Barcelona el año 2017.

- Candidato a Presidente de la Comisión Europea: Oriol Junqueras.
- Grupo Parlamentario en la anterior legislatura: Grupo de Los Verdes/Alianza Libre Europea.

La Alianza Libre Europea (EFA) unía en 2019 a 48 partidos de 21 países de todo el continente por la defensa del derecho de autodeterminación, los derechos humanos, civiles y políticos, así como la diversidad cultural y lingüística. El Partido Nacional Escocés y L'Esquerra pel Dret a Decidir, donde se integraba Esquerra Republicana de Catalunya, fueron hasta las elecciones las dos principales fuerzas del partido en el Parlamento Europeo.
Para la presidencia de la Comisión Europea nombraron al exvicepresidente de la Generalidad de Cataluña Oriol Junqueras, miembro de Esquerra Republicana de Catalunya y líder de la coalición Ahora Repúblicas, y preso de manera preventiva por el Referéndum de independencia de Cataluña del 1 de octubre de 2017. El político, nacido en Barcelona, no pudo realizar la campaña electoral de manera clásica, ya que el Tribunal Supremo de España le negó la salida de prisión tanto para la campaña europea como para la de las elecciones generales.

### Alianza por la Paz y la Libertad
- Candidato a Presidente de la Comisión Europea: Sin candidato.
- Grupo Parlamentario en la anterior legislatura: No inscritos.

La Alianza por la Paz y la Libertad, heredera del Frente Nacional Europeo, agrupa a 6 partidos de 6 países de la Unión Europea y diversos políticos a título individual, y no presentó candidato a presidente de la Comisión Europea. Su ideología gira en torno al ultranacionalismo, euroescepticismo y neofascismo. Antes de las elecciones, el Partido Nacionaldemócrata de Alemania era su único representante con un escaño.

### Alianza de la Izquierda Verde Nórdica
- Candidato a Presidente de la Comisión Europea: Sin candidato.
- Grupo Parlamentario en la anterior legislatura: Mayoritariamente en el Grupo Confederal de la Izquierda Unitaria Europea/Izquierda Verde Nórdica.

La Alianza de la Izquierda Verde Nórdica (NGL) agrupaba en 2019 a siete partidos políticos de izquierda y ecosocialistas de Finlandia, Islandia, Suecia, Noruega y Dinamarca, y no proclamó candidato a la presidencia de la Comisión Europea. Antes de las elecciones, la representación en el Parlamento Europeo constaba de un diputado del Partido Popular Socialista de Dinamarca, otro de la Alianza de la Izquierda de Finlandia y un último del Partido de la Izquierda de Suecia.

### Movimiento Político Cristiano Europeo
- Candidato a Presidente de la Comisión Europea: Sin candidato.
- Grupo Parlamentario en la anterior legislatura: Grupo del Partido Popular Europeo y Grupo de los Conservadores y Reformistas Europeos.

El Movimiento Político Cristiano Europeo (ECPM) integraba en 2019 a 21 partidos políticos de 18 países de la Unión Europea y el resto del continente y no nombró candidato a presidente de la Comisión Europea. Su ideología gira en torno al catolicismo y el conservadurismo. Su dos únicos representantes al final de la legislatura de 2019 eran los dos eurodiputados de la coalición entre el Partido Político Reformado y la Unión Cristiana de los Países Bajos.

### Partido Pirata Europeo
- Candidato a Presidente de la Comisión Europea: Sin candidato.
- Grupo Parlamentario en la anterior legislatura: Grupo de Los Verdes/Alianza Libre Europea.

El Partido Pirata Europeo (PIRATES) agrupa a 21 partidos Pirata de 20 países del continente europeo y en esta ocasión, a diferencia de las elecciones de 2014, no presentó candidato a Presidente de la Comisión Europea. Su ideología gira en torno a los derechos humanos, el derecho de acceso a la información, la democracia directa y la transparencia. Antes de las elecciones, el Partido Pirata de Alemania era su único representante en el Parlamento Europeo con un escaño.

### Otros grupos relevantes

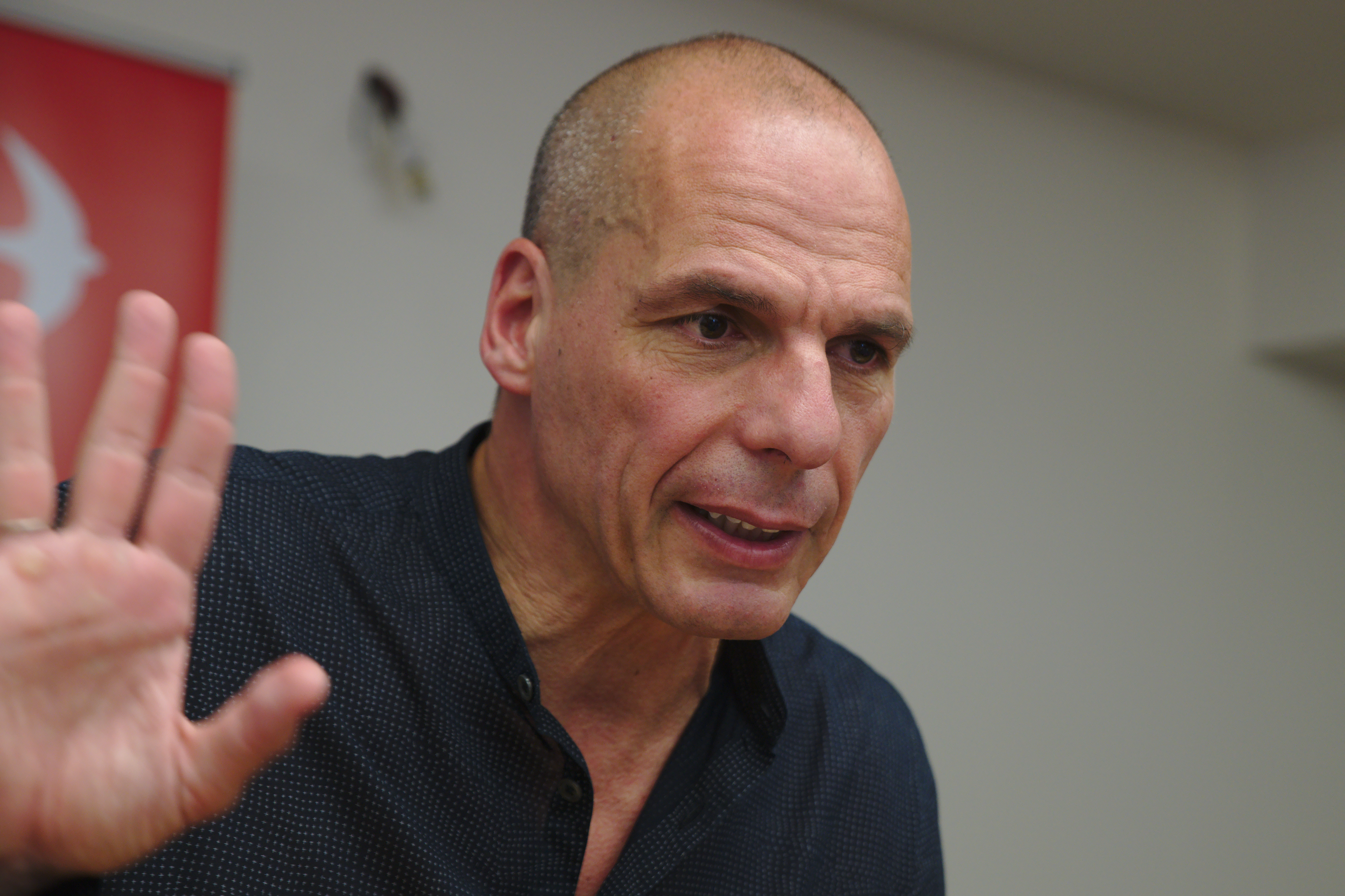
Yanis Varoufakis en una rueda de prensa en Atenas en 2019.

En las elecciones europeas, se estrenaron dos movimientos políticos con intención de presentarse en toda la Unión Europea. Por un lado, el exministro de economía griego Yanis Varoufakis impulsó el Democracy in Europe Movement 2025 (DiEM25) con el objetivo de la democratización de las instituciones europeas desde la izquierda. El partido concurrió a las elecciones bajo la marca Primavera Europea en la que participaron otros partidos como Actúa de España, Lewica Razem de Polonia o Livre de Portugal. Varoufakis lideró la lista por Alemania.
Por otro lado, el partido Volt Europa nació en marzo de 2017 como respuesta al Brexit apostando por un marco paneuropeo para afrontar los desafíos actuales y futuros en vez del marco establecido por los partidos de ámbito nacional. El partido presentó listas en ocho países, entre ellos Alemania, España y Bélgica, y lo intentó en otros países donde no logró presentarse por falta de firmas, como en Austria.

## Debates electorales

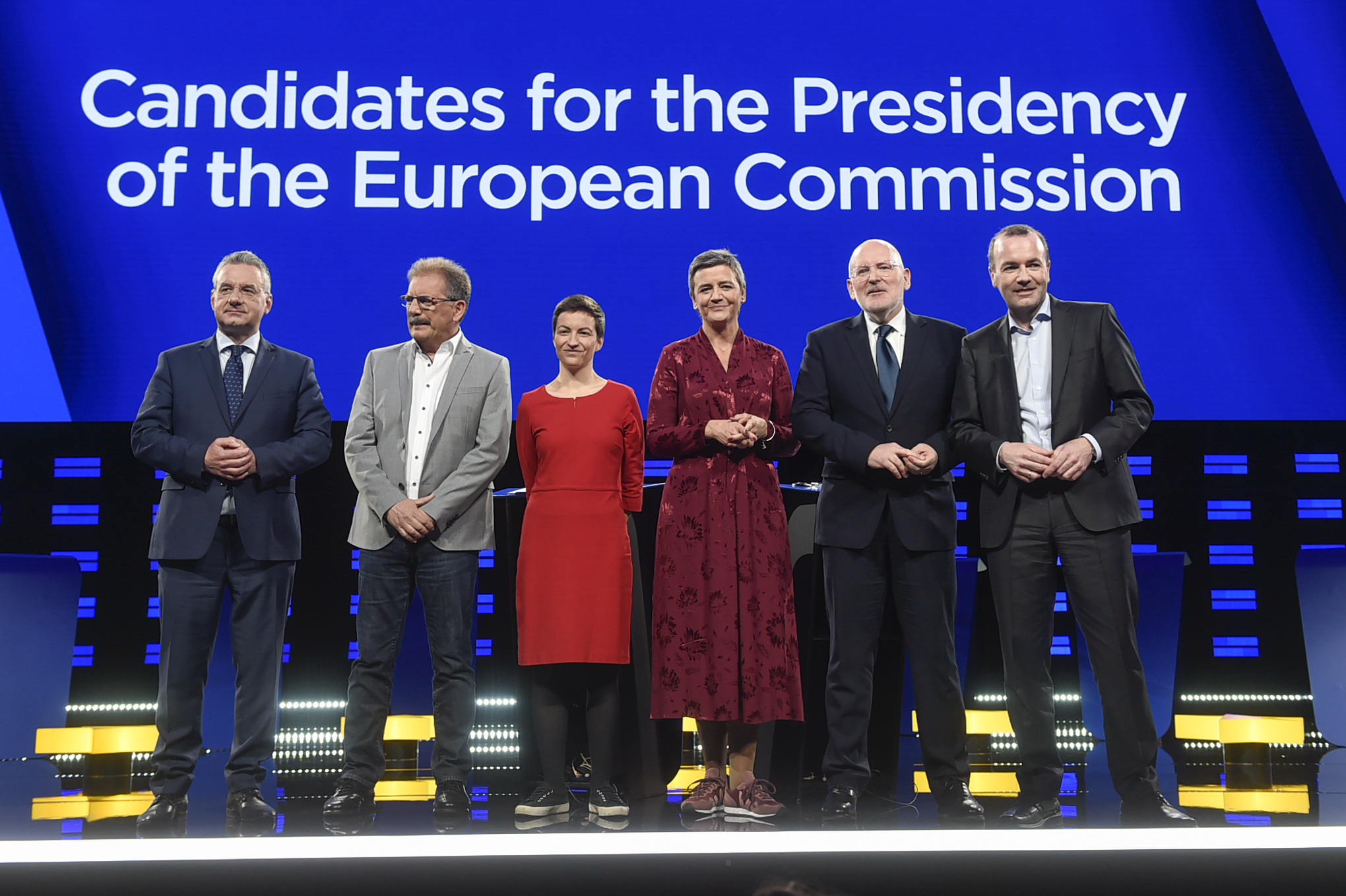
Debate de los candidatos a Presidente de la Comisión Europea organizado por la Unión Europea de Radiodifusión.

El principal debate, y el único entre cinco candidatos, fue organizado por la Unión Europea de Radiodifusión en inglés el 15 de mayo de 2019 en Bruselas y emitido por televisiones de toda Europa. En el mismo tomaron parte Manfred Weber por el Partido Popular Europeo, Frans Timmermans por el Partido de los Socialistas Europeos, Margrethe Vestager por el Partido de la Alianza de los Liberales y Demócratas por Europa, Ska Keller por el Partido Verde Europeo, Jan Zahradil por la Alianza de los Conservadores y Reformistas Europeos y Nico Cué por el Partido de la Izquierda Europea.
Si bien el debate más repetido fue Manfred Weber y Frans Timmermans, los candidatos de los dos partidos mayoritarios, que se realizó hasta 5 veces. Los dos primeros se celebraron el 17 de abril en Estrasburgo para France 24, el primero en francés a las 9 de la noche y en inglés a las 10 de la noche, el tercero el 7 de mayo en alemán desde Colonia para la ARD, el cuarto el 16 de mayo en alemán desde Berlín para la ZDF, y el quinto el 21 de mayo en alemán y neerlandés desde Hilversum para NOS y NTR.
Además, se realizaron dos debates organizados por diarios de información política. La página web Politico Europe organizó un debate a 5, en inglés desde Maastricht entre Frans Timmermans de los Socialistas, Guy Verhofstadt de los Liberales, Bas Eickhout de los Verdes, Jan Zahradil de los Conservadores y Violeta Tomić por la Izquierda Unitaria. El diario Financial Times, en colaboración con el Instituto Universitario Europeo, también organizó el 2 de mayo en inglés desde Florencia un debate con la participación de Frans Timmermans, Guy Verhofstadt, Ska Keller y Manfred Weber.

## Sistema electoral

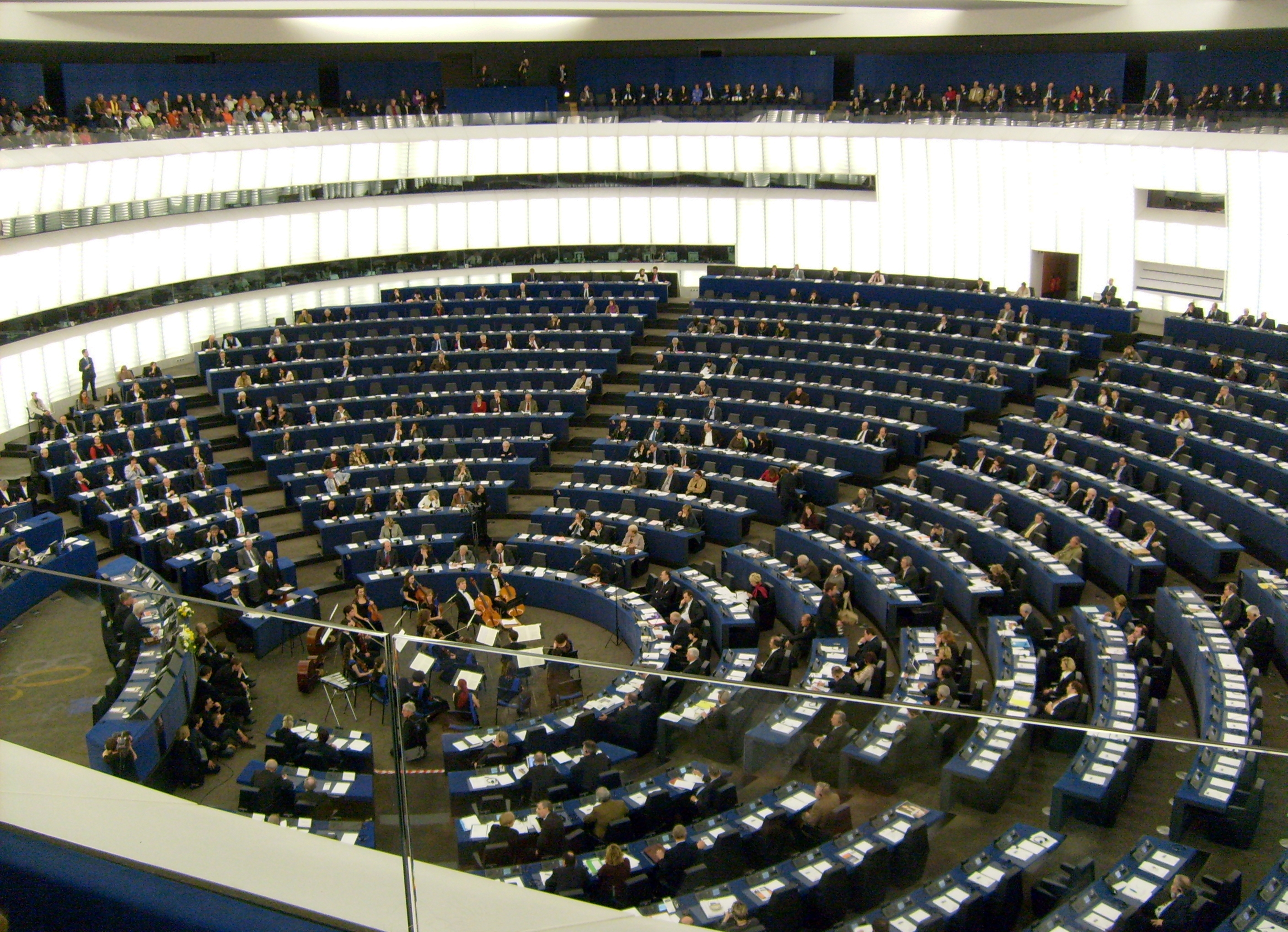
Hemiciclo del Parlamento Europeo en Estrasburgo.

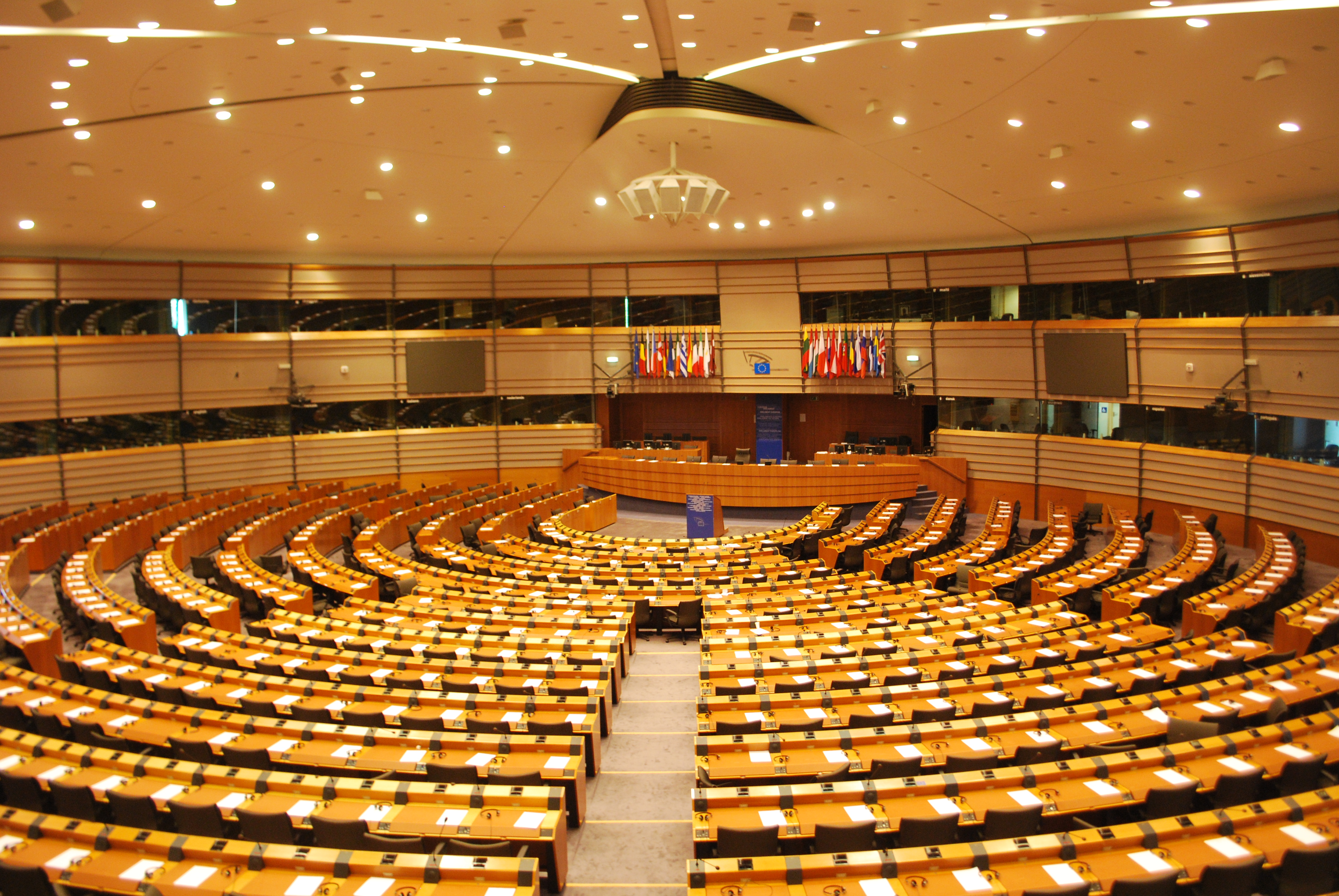
Hemiciclo del Parlamento Europeo en Bruselas.

Los países de la Unión Europea eligieron, según sus leyes nacionales, que sistema electoral usaban para repartir los escaños que tenían asignados. Por ejemplo, países como España, Portugal, Alemania o Grecia realizan una circunscripción única mientras Reino Unido, Irlanda, Francia o Italia dividían su territorio en diversas circunscripciones para elegir a los candidatos.
La edad mínima de votación se situaba en los 18 años en gran parte de la Unión Europea, con la excepción de Austria y Malta, que la fijaban en 16 años, Croacia y Eslovenia que también la situaban en 16 años si estaban trabajando, Hungría en caso de tener 16 años y estar casado, y Grecia que la situaba en 17 años. Para ser candidato, la cifra también se situaba en los 18 años salvo en Bélgica, Bulgaria, República Checa, Irlanda, Letonia, Lituania, Polonia, Eslovaquia, Estonia y Chipre que la fijaban en 21 años, Rumanía que la fijaba en 23 años y Grecia e Italia que la situaba en 25 años.
El sistema elegido para el reparto de votos mayoritario es el Sistema D'Hondt, usado en 17 países. El Voto único transferible era usado para el reparto en Malta e Irlanda, mientras que el Método Sainte-Laguë lo usaban en Alemania, Letonia y Suecia, el Método del resto mayor en Bulgaria, Lituania e Italia, el muestreo por cuotas con Cociente Droop en Eslovaquia y Chipre, y el Método Enishimeni Analogiki, un sistema de representación proporcional reforzado, se usaba en Grecia.
Por último, la barrera electoral también era diferente según el país. 13 países no fijaban límite, entre ellos Alemania tras una sentencia del Tribunal Constitucional, Chipre lo marcaba en el 1,8%, Grecia en el 3%, Austria, Italia y Suecia en el 4% y Bélgica, Francia, República Checa, Letonia, Lituania, Polonia, Eslovaquia, Hungría, Rumanía y Croacia lo situaban en el 5%.

### Número de escaños por elegir
Estaba previsto para estas elecciones la elección de 705 diputados al Parlamento Europeo en los 27 Estados miembros de la Unión Europea. Si bien, tras el retraso de la salida del Reino Unido hasta el 31 de octubre de 2019, se decidió mantener el reparto anterior con la presencia del Reino Unido hasta su salida.
Por tanto, y hasta que se hizo efectiva la salida del Reino Unido, los diputados se dividían de la siguiente manera:
| Estado miembro | Escaños |                 | Estado miembro | Escaños    |    | Estado miembro | Escaños |
| Alemania       | 96      | República Checa | 21             | Croacia    | 11 |                |         |
| Francia        | 74      | Grecia          | 21             | Irlanda    | 11 |                |         |
| Italia         | 73      | Hungría         | 21             | Lituania   | 11 |                |         |
| Reino Unido    | 73      | Portugal        | 21             | Letonia    | 8  |                |         |
| España         | 54      | Suecia          | 20             | Eslovenia  | 8  |                |         |
| Polonia        | 51      | Austria         | 18             | Chipre     | 6  |                |         |
| Rumania        | 32      | Bulgaria        | 17             | Estonia    | 6  |                |         |
| Países Bajos   | 26      | Finlandia       | 13             | Luxemburgo | 6  |                |         |
| Bélgica        | 21      | Dinamarca       | 13             | Malta      | 6  |                |         |
|                |         |                 | Eslovaquia     | 13         |    | Total:         | 751     |

Una vez consumada la salida del Reino Unido de la Unión Europea, los diputados se repartieron de la siguiente manera:
| Distribución de Escaños en las Elecciones al Parlamento Europeo de 2019 (después del brexit) | Distribución de Escaños en las Elecciones al Parlamento Europeo de 2019 (después del brexit) | Distribución de Escaños en las Elecciones al Parlamento Europeo de 2019 (después del brexit) | Distribución de Escaños en las Elecciones al Parlamento Europeo de 2019 (después del brexit) | Distribución de Escaños en las Elecciones al Parlamento Europeo de 2019 (después del brexit) | Distribución de Escaños en las Elecciones al Parlamento Europeo de 2019 (después del brexit) | Distribución de Escaños en las Elecciones al Parlamento Europeo de 2019 (después del brexit) | Distribución de Escaños en las Elecciones al Parlamento Europeo de 2019 (después del brexit) | Distribución de Escaños en las Elecciones al Parlamento Europeo de 2019 (después del brexit) | Distribución de Escaños en las Elecciones al Parlamento Europeo de 2019 (después del brexit) | Distribución de Escaños en las Elecciones al Parlamento Europeo de 2019 (después del brexit) |
| -------------------------------------------------------------------------------------------- | -------------------------------------------------------------------------------------------- | -------------------------------------------------------------------------------------------- | -------------------------------------------------------------------------------------------- | -------------------------------------------------------------------------------------------- | -------------------------------------------------------------------------------------------- | -------------------------------------------------------------------------------------------- | -------------------------------------------------------------------------------------------- | -------------------------------------------------------------------------------------------- | -------------------------------------------------------------------------------------------- | -------------------------------------------------------------------------------------------- |
| Estado miembro                                                                               | Escaños                                                                                      | Dif.                                                                                         |                                                                                              | Estado miembro                                                                               | Escaños                                                                                      | Dif.                                                                                         |                                                                                              | Estado miembro                                                                               | Escaños                                                                                      | Dif.                                                                                         |
| Alemania                                                                                     | 96                                                                                           |                                                                                              | Grecia                                                                                       | 21                                                                                           |                                                                                              | Irlanda                                                                                      | 13                                                                                           | 2                                                                                            |                                                                                              |                                                                                              |
| Francia                                                                                      | 79                                                                                           | 5                                                                                            | Hungría                                                                                      | 21                                                                                           |                                                                                              | Croacia                                                                                      | 12                                                                                           | 1                                                                                            |                                                                                              |                                                                                              |
| Italia                                                                                       | 76                                                                                           | 3                                                                                            | Portugal                                                                                     | 21                                                                                           |                                                                                              | Lituania                                                                                     | 11                                                                                           |                                                                                              |                                                                                              |                                                                                              |
| España                                                                                       | 59                                                                                           | 5                                                                                            | Suecia                                                                                       | 21                                                                                           | 1                                                                                            | Letonia                                                                                      | 8                                                                                            |                                                                                              |                                                                                              |                                                                                              |
| Polonia                                                                                      | 52                                                                                           | 1                                                                                            | Austria                                                                                      | 19                                                                                           | 1                                                                                            | Eslovenia                                                                                    | 8                                                                                            |                                                                                              |                                                                                              |                                                                                              |
| Rumania                                                                                      | 33                                                                                           | 1                                                                                            | Bulgaria                                                                                     | 17                                                                                           |                                                                                              | Estonia                                                                                      | 7                                                                                            | 1                                                                                            |                                                                                              |                                                                                              |
| Países Bajos                                                                                 | 29                                                                                           | 3                                                                                            | Finlandia                                                                                    | 14                                                                                           | 1                                                                                            | Chipre                                                                                       | 6                                                                                            |                                                                                              |                                                                                              |                                                                                              |
| Bélgica                                                                                      | 21                                                                                           |                                                                                              | Dinamarca                                                                                    | 14                                                                                           | 1                                                                                            | Luxemburgo                                                                                   | 6                                                                                            |                                                                                              |                                                                                              |                                                                                              |
| República Checa                                                                              | 21                                                                                           |                                                                                              | Eslovaquia                                                                                   | 14                                                                                           | 1                                                                                            | Malta                                                                                        | 6                                                                                            |                                                                                              |                                                                                              |                                                                                              |
|                                                                                              |                                                                                              |                                                                                              |                                                                                              |                                                                                              |                                                                                              |                                                                                              |                                                                                              | Total:                                                                                       | 705                                                                                          | 46                                                                                           |

### Fecha de las elecciones
Las elecciones se celebran en diversas fechas en los diversos Estados miembros de la Unión Europea, siempre dentro del rango de cuatro días que acuerda el Parlamento Europeo, y que en esta ocasión fue del jueves 23 al domingo 26 de mayo. Este fue el calendario para las elecciones de 2019:
| 23 de mayo                                         | 24 de mayo       | 25 de mayo                                        | 26 de mayo | Mapa |
| -------------------------------------------------- | ---------------- | ------------------------------------------------- | --- | ---- |
| Países Bajos y Reino Unido (incluyendo Gibraltar). | Irlanda.         | Eslovaquia, Francia de ultramar, Letonia y Malta. | Alemania, Austria, Bélgica, Bulgaria, Chipre, Croacia, Dinamarca, Eslovenia, España, Estonia, Finlandia, Francia, Grecia, Hungría, Italia, Lituania, Luxemburgo, Polonia, Portugal, Rumanía y Suecia. |      |
| Países Bajos y Reino Unido (incluyendo Gibraltar). | República Checa. |                                                   | Alemania, Austria, Bélgica, Bulgaria, Chipre, Croacia, Dinamarca, Eslovenia, España, Estonia, Finlandia, Francia, Grecia, Hungría, Italia, Lituania, Luxemburgo, Polonia, Portugal, Rumanía y Suecia. |      |

### Escrutinio
El primer voto de las elecciones se recogió a las 07:00 del jueves 23 de mayo en Reino Unido y Países Bajos cerrándose el proceso a las 23:00 del domingo 26 de mayo en Italia. Fue en ese momento cuando se dieron a conocer los escrutinios totales o parciales de todos los países de la Unión Europea, aunque los colegios electorales hubieran cerrado días antes.

## Resultados
Las elecciones, salpicadas por el brexit dieron como resultado la entrada de más de una treintena de nuevos partidos, entre ellos los partidos de extrema derecha Hermanos de Italia y Vox y el Partido del Brexit del Reino Unido. También fueron beneficiados los partidos animalistas, agrupados en Animal Politics EU que ganaron representación en Portugal y Países Bajos, el Partido Pirata Europeo, que fue tercera fuerza más votada en República Checa y Volt Europa, que consiguió representación en Alemania.
Si miramos a los partidos políticos europeos, el Partido Popular Europeo volvió a ganar las elecciones con 173 diputados al Parlamento Europeo frente a los 148 del Partido de los Socialistas Europeos, perdiendo 39 y 36 asientos respectivamente sobre las elecciones de 2014. Las bajadas de los populares se concentran sobre todo en Alemania, Francia, Polonia, España e Italia, que pierden 34 escaños, mientras que la de los socialistas bajan en Italia, Alemania, Reino Unido, Francia y Rumanía, donde caen 49 escaños, pero compensada en parte por la subida de 8 asientos en España.
La tercera fuerza en partidos fue el Partido de la Alianza de los Liberales y Demócratas por Europa con 76 escaños frente a los 73 asientos del Partido Identidad y Democracia, heredera de la Alianza Europea por la Libertad y el Movimiento por la Europa de las Libertades y la Democracia. Ambas formaciones suben, al igual que la Alianza de los Conservadores y Reformistas Europeos y el Partido Verde Europeo que ganan 5 y 19 escaños respectivamente mientras que el Partido de la Izquierda Europea y Partido Demócrata Europeo perdieron fuerza y la Alianza Libre Europea logró mantener sus 11 eurodiputados de 2014.
Una vez producido el brexit, y a falta de saber el último escaño de Suecia, el Partido Popular Europeo y el Partido Identidad y Democracia serán los más beneficiadas, subiendo 5 y 3 escaños respectivamente, mientras que los más perjudicados serán el Partido de la Alianza de los Liberales y Demócratas por Europa que bajará 12 escaños, el Partido de los Socialistas Europeos que perderá 6 asientos y la Alianza Libre Europea que cederá 4 escaños.
| Partido político europeo | Partido político europeo | Partido político europeo | Partido político europeo | MEP's | MEP's | % | Grupo/s            | MEP's   | MEP's                     | %             |
| --- | --- | --- | --- | --- | --- | --- | ------------------ | ------- | ------------------------- | ------------- |
| | Partido Popular Europeo (PPE) | Partido Popular Europeo (PPE) | Partido Popular Europeo (PPE) | Partido Popular Europeo (PPE) | Partido Popular Europeo (PPE) | Partido Popular Europeo (PPE)                                                                                        | GPPE               | 173 178 | 39 · 34                   | 23,04% 25,25% |
| Unión Demócrata Cristiana (CDU) | Unión Demócrata Cristiana (CDU) | Unión Demócrata Cristiana (CDU) | 23 | 6 | 3,06% | | GPPE               | 173 178 | 39 · 34                   | 23,04% 25,25% |
| Plataforma Cívica (PO) [en la Coalición Europea (KE)] | Plataforma Cívica (PO) [en la Coalición Europea (KE)] | Plataforma Cívica (PO) [en la Coalición Europea (KE)] | 14 | 5 | 1,86% | | GPPE               | 173 178 | 39 · 34                   | 23,04% 25,25% |
| Partido Popular (PP) | Partido Popular (PP) | Partido Popular (PP) | 12 +1 | 4 | 1,60% | | GPPE               | 173 178 | 39 · 34                   | 23,04% 25,25% |
| Fidesz-Unión Cívica Húngara [en coalición con Partido Popular Demócrata Cristiano]                                                                                           | Fidesz-Unión Cívica Húngara [en coalición con Partido Popular Demócrata Cristiano]                                                                                           | Fidesz-Unión Cívica Húngara [en coalición con Partido Popular Demócrata Cristiano]                                                                                           | 12 | 1 | 1,60% | | GPPE               | 173 178 | 39 · 34                   | 23,04% 25,25% |
| Partido Nacional Liberal (PNL) | Partido Nacional Liberal (PNL) | Partido Nacional Liberal (PNL) | 10 | 4 | 1,33% | | GPPE               | 173 178 | 39 · 34                   | 23,04% 25,25% |
| Los Republicanos-Los Centristas (LR-LC) | Los Republicanos-Los Centristas (LR-LC) | Los Republicanos-Los Centristas (LR-LC) | 8 | 12 | 1,07% | | GPPE               | 173 178 | 39 · 34                   | 23,04% 25,25% |
| Nueva Democracia (ND) | Nueva Democracia (ND) | Nueva Democracia (ND) | 8 | 3 | 1,07% | | GPPE               | 173 178 | 39 · 34                   | 23,04% 25,25% |
| Partido Popular Austríaco (ÖVP) | Partido Popular Austríaco (ÖVP) | Partido Popular Austríaco (ÖVP) | 7 | 2 | 0,93% | | GPPE               | 173 178 | 39 · 34                   | 23,04% 25,25% |
| Unión Social Cristiana de Baviera (CSU) | Unión Social Cristiana de Baviera (CSU) | Unión Social Cristiana de Baviera (CSU) | 6 | 1 | 0,80% | | GPPE               | 173 178 | 39 · 34                   | 23,04% 25,25% |
| Ciudadanos por el Desarrollo Europeo de Bulgaria (GERB) | Ciudadanos por el Desarrollo Europeo de Bulgaria (GERB) | Ciudadanos por el Desarrollo Europeo de Bulgaria (GERB) | 6 | Sin cambios | 0,80% | | GPPE               | 173 178 | 39 · 34                   | 23,04% 25,25% |
| Forza Italia (FI) | Forza Italia (FI) | Forza Italia (FI) | 6 +1 | 7 | 0,80% | | GPPE               | 173 178 | 39 · 34                   | 23,04% 25,25% |
| Partido Social Demócrata (PSD) | Partido Social Demócrata (PSD) | Partido Social Demócrata (PSD) | 6 | Sin cambios | 0,80% | | GPPE               | 173 178 | 39 · 34                   | 23,04% 25,25% |
| Unión Democrática Croata (HDZ) | Unión Democrática Croata (HDZ) | Unión Democrática Croata (HDZ) | 4 | Sin cambios | 0,53% | | GPPE               | 173 178 | 39 · 34                   | 23,04% 25,25% |
| Fine Gael (FG) | Fine Gael (FG) | Fine Gael (FG) | 4 +1 | Sin cambios | 0,53% | | GPPE               | 173 178 | 39 · 34                   | 23,04% 25,25% |
| Llamada Demócrata Cristiana (CDA) | Llamada Demócrata Cristiana (CDA) | Llamada Demócrata Cristiana (CDA) | 4 | 1 | 0,53% | | GPPE               | 173 178 | 39 · 34                   | 23,04% 25,25% |
| Partido Moderado (M) | Partido Moderado (M) | Partido Moderado (M) | 4 | 1 | 0,53% | | GPPE               | 173 178 | 39 · 34                   | 23,04% 25,25% |
| Partido Demócrata Esloveno-Partido Popular Esloveno (SDS-SLS) | Partido Demócrata Esloveno-Partido Popular Esloveno (SDS-SLS) | Partido Demócrata Esloveno-Partido Popular Esloveno (SDS-SLS) | 3 | 1 | 0,40% | | GPPE               | 173 178 | 39 · 34                   | 23,04% 25,25% |
| Partido de la Coalición Nacional (KOK) | Partido de la Coalición Nacional (KOK) | Partido de la Coalición Nacional (KOK) | 3 | 1 | 0,40% | | GPPE               | 173 178 | 39 · 34                   | 23,04% 25,25% |
| Unión de la Patria - Demócrata-Cristianos Lituanos (TS-LKD) | Unión de la Patria - Demócrata-Cristianos Lituanos (TS-LKD) | Unión de la Patria - Demócrata-Cristianos Lituanos (TS-LKD) | 3 | 1 | 0,40% | | GPPE               | 173 178 | 39 · 34                   | 23,04% 25,25% |
| Partido Campesino Polaco (PSL) [en la Coalición Europea (KE)] | Partido Campesino Polaco (PSL) [en la Coalición Europea (KE)] | Partido Campesino Polaco (PSL) [en la Coalición Europea (KE)] | 3 | 1 | 0,40% | | GPPE               | 173 178 | 39 · 34                   | 23,04% 25,25% |
| Cristiano Demócrata y Flamenco (CD&V) | Cristiano Demócrata y Flamenco (CD&V) | Cristiano Demócrata y Flamenco (CD&V) | 2 | Sin cambios | 0,27% | | GPPE               | 173 178 | 39 · 34                   | 23,04% 25,25% |
| Agrupación Democrática (DISY) | Agrupación Democrática (DISY) | Agrupación Democrática (DISY) | 2 | Sin cambios | 0,27% | | GPPE               | 173 178 | 39 · 34                   | 23,04% 25,25% |
| Nueva Unidad (V) | Nueva Unidad (V) | Nueva Unidad (V) | 2 | 2 | 0,27% | | GPPE               | 173 178 | 39 · 34                   | 23,04% 25,25% |
| Partido Popular Social Cristiano (CSV) | Partido Popular Social Cristiano (CSV) | Partido Popular Social Cristiano (CSV) | 2 | 1 | 0,27% | | GPPE               | 173 178 | 39 · 34                   | 23,04% 25,25% |
| Partido Nacionalista (PN) | Partido Nacionalista (PN) | Partido Nacionalista (PN) | 2 | 1 | 0,27% | | GPPE               | 173 178 | 39 · 34                   | 23,04% 25,25% |
| TOP 09 [en coalición con Alcaldes e independientes (STAN)] | TOP 09 [en coalición con Alcaldes e independientes (STAN)] | TOP 09 [en coalición con Alcaldes e independientes (STAN)] | 2 | 2 | 0,27% | | GPPE               | 173 178 | 39 · 34                   | 23,04% 25,25% |
| Unión Cristiana y Demócrata-Partido Popular Checoslovaco | Unión Cristiana y Demócrata-Partido Popular Checoslovaco | Unión Cristiana y Demócrata-Partido Popular Checoslovaco | 2 | 1 | 0,27% | | GPPE               | 173 178 | 39 · 34                   | 23,04% 25,25% |
| Unión Democrática de Húngaros en Rumania (RMDSZ/UDMR) | Unión Democrática de Húngaros en Rumania (RMDSZ/UDMR) | Unión Democrática de Húngaros en Rumania (RMDSZ/UDMR) | 2 | Sin cambios | 0,27% | | GPPE               | 173 178 | 39 · 34                   | 23,04% 25,25% |
| Demócratas Cristianos (K) | Demócratas Cristianos (K) | Demócratas Cristianos (K) | 2 | 1 | 0,27% | | GPPE               | 173 178 | 39 · 34                   | 23,04% 25,25% |
| Centro Democrático Humanista (cdH) | Centro Democrático Humanista (cdH) | Centro Democrático Humanista (cdH) | 1 | Sin cambios | 0,13% | | GPPE               | 173 178 | 39 · 34                   | 23,04% 25,25% |
| Partido Social Cristiano (CSP) | Partido Social Cristiano (CSP) | Partido Social Cristiano (CSP) | 1 | Sin cambios | 0,13% | | GPPE               | 173 178 | 39 · 34                   | 23,04% 25,25% |
| Bulgaria Democrática (BD) | Bulgaria Democrática (BD) | Bulgaria Democrática (BD) | 1 | 1 | 0,13% | | GPPE               | 173 178 | 39 · 34                   | 23,04% 25,25% |
| Partido Popular Conservador (C) | Partido Popular Conservador (C) | Partido Popular Conservador (C) | 1 | Sin cambios | 0,13% | | GPPE               | 173 178 | 39 · 34                   | 23,04% 25,25% |
| Movimiento Democrático Cristiano (KDH) | Movimiento Democrático Cristiano (KDH) | Movimiento Democrático Cristiano (KDH) | 1 +1 | 1 | 0,27% | | GPPE               | 173 178 | 39 · 34                   | 23,04% 25,25% |
| Nueva Eslovenia (NSi) | Nueva Eslovenia (NSi) | Nueva Eslovenia (NSi) | 1 | Sin cambios | 0,13% | | GPPE               | 173 178 | 39 · 34                   | 23,04% 25,25% |
| Partido Popular Demócrata Cristiano [en coalición con Fidesz-Unión Cívica Húngara]                                                                                           | Partido Popular Demócrata Cristiano [en coalición con Fidesz-Unión Cívica Húngara]                                                                                           | Partido Popular Demócrata Cristiano [en coalición con Fidesz-Unión Cívica Húngara]                                                                                           | 1 | Sin cambios | 0,13% | | GPPE               | 173 178 | 39 · 34                   | 23,04% 25,25% |
| Partido Popular Sudtirolés (SVP) -observador- | Partido Popular Sudtirolés (SVP) -observador- | Partido Popular Sudtirolés (SVP) -observador- | 1 | Sin cambios | 0,13% | | GPPE               | 173 178 | 39 · 34                   | 23,04% 25,25% |
| CDS-Partido Popular (CDS-PP) | CDS-Partido Popular (CDS-PP) | CDS-Partido Popular (CDS-PP) | 1 | Sin cambios | 0,13% | | GPPE               | 173 178 | 39 · 34                   | 23,04% 25,25% |
| Isamaa (I) | Isamaa (I) | Isamaa (I) | 0 +1 | 1 | 0,00% | | GPPE               | 173 178 | 39 · 34                   | 23,04% 25,25% |
| | Partido de los Socialistas Europeos (PES) | Partido de los Socialistas Europeos (PES) | Partido de los Socialistas Europeos (PES) | Partido de los Socialistas Europeos (PES) | Partido de los Socialistas Europeos (PES) | Partido de los Socialistas Europeos (PES)                                                                            | S&D                | 147 141 | 37 · 43                   | 19,57% 20,00% |
| Partido Socialista Obrero Español (PSOE) | Partido Socialista Obrero Español (PSOE) | Partido Socialista Obrero Español (PSOE) | 20 +1 | 6 | 2,66% | | S&D                | 147 141 | 37 · 43                   | 19,57% 20,00% |
| Partido Democrático (PD) | Partido Democrático (PD) | Partido Democrático (PD) | 19 | 12 | 2,53% | | S&D                | 147 141 | 37 · 43                   | 19,57% 20,00% |
| Partido Socialdemócrata de Alemania (SPD) | Partido Socialdemócrata de Alemania (SPD) | Partido Socialdemócrata de Alemania (SPD) | 16 | 11 | 2,13% | | S&D                | 147 141 | 37 · 43                   | 19,57% 20,00% |
| Partido Laborista | Partido Laborista | Partido Laborista | 10 | 10 | 1,33% | | S&D                | 147 141 | 37 · 43                   | 19,57% 20,00% |
| Partido Socialista (PS) | Partido Socialista (PS) | Partido Socialista (PS) | 9 | 1 | 1,20% | | S&D                | 147 141 | 37 · 43                   | 19,57% 20,00% |
| Partido Socialdemócrata (PSD) | Partido Socialdemócrata (PSD) | Partido Socialdemócrata (PSD) | 8 +1 | 8 | 1,07% | | S&D                | 147 141 | 37 · 43                   | 19,57% 20,00% |
| Partido del Trabajo (PvdA) | Partido del Trabajo (PvdA) | Partido del Trabajo (PvdA) | 6 | 3 | 0,80% | | S&D                | 147 141 | 37 · 43                   | 19,57% 20,00% |
| Partido Socialdemócrata de Austria (SPÖ) | Partido Socialdemócrata de Austria (SPÖ) | Partido Socialdemócrata de Austria (SPÖ) | 5 | Sin cambios | 0,67% | | S&D                | 147 141 | 37 · 43                   | 19,57% 20,00% |
| Partido Socialista Búlgaro (BSP) | Partido Socialista Búlgaro (BSP) | Partido Socialista Búlgaro (BSP) | 5 | 1 | 0,67% | | S&D                | 147 141 | 37 · 43                   | 19,57% 20,00% |
| Partido Socialista (PS) | Partido Socialista (PS) | Partido Socialista (PS) | 5 +1 | 8 | 0,67% | | S&D                | 147 141 | 37 · 43                   | 19,57% 20,00% |
| Alianza de la Izquierda Democrática (SLD) [en la Coalición Europea (KE)] | Alianza de la Izquierda Democrática (SLD) [en la Coalición Europea (KE)] | Alianza de la Izquierda Democrática (SLD) [en la Coalición Europea (KE)] | 5 | Sin cambios | 0,67% | | S&D                | 147 141 | 37 · 43                   | 19,57% 20,00% |
| Partido Socialdemócrata Sueco (SAP) | Partido Socialdemócrata Sueco (SAP) | Partido Socialdemócrata Sueco (SAP) | 5 | Sin cambios | 0,67% | | S&D                | 147 141 | 37 · 43                   | 19,57% 20,00% |
| Partido Laborista (PLM) | Partido Laborista (PLM) | Partido Laborista (PLM) | 4 | 1 | 0,53% | | S&D                | 147 141 | 37 · 43                   | 19,57% 20,00% |
| Partido Socialdemócrata de Croacia (SDP) | Partido Socialdemócrata de Croacia (SDP) | Partido Socialdemócrata de Croacia (SDP) | 3 +1 | 1 | 0,40% | | S&D                | 147 141 | 37 · 43                   | 19,57% 20,00% |
| Socialdemócratas (A) | Socialdemócratas (A) | Socialdemócratas (A) | 3 | Sin cambios | 0,40% | | S&D                | 147 141 | 37 · 43                   | 19,57% 20,00% |
| Dirección-Socialdemocracia (SMER) | Dirección-Socialdemocracia (SMER) | Dirección-Socialdemocracia (SMER) | 3 | 1 | 0,40% | | S&D                | 147 141 | 37 · 43                   | 19,57% 20,00% |
| Primavera (Wiosna) | Primavera (Wiosna) | Primavera (Wiosna) | 3 | 3 | 0,40% | | S&D                | 147 141 | 37 · 43                   | 19,57% 20,00% |
| Partido Socialista (PS) | Partido Socialista (PS) | Partido Socialista (PS) | 2 | 1 | 0,27% | | S&D                | 147 141 | 37 · 43                   | 19,57% 20,00% |
| Social demócratas (SD) | Social demócratas (SD) | Social demócratas (SD) | 2 | 1 | 0,27% | | S&D                | 147 141 | 37 · 43                   | 19,57% 20,00% |
| Partido Socialdemócrata (SDE) | Partido Socialdemócrata (SDE) | Partido Socialdemócrata (SDE) | 2 | 1 | 0,27% | | S&D                | 147 141 | 37 · 43                   | 19,57% 20,00% |
| Partido Socialdemócrata de Finlandia (SDP) | Partido Socialdemócrata de Finlandia (SDP) | Partido Socialdemócrata de Finlandia (SDP) | 2 | Sin cambios | 0,27% | | S&D                | 147 141 | 37 · 43                   | 19,57% 20,00% |
| Movimiento para el Cambio (KINAL) | Movimiento para el Cambio (KINAL) | Movimiento para el Cambio (KINAL) | 2 | Sin cambios | 0,27% | | S&D                | 147 141 | 37 · 43                   | 19,57% 20,00% |
| Partido Socialdemócrata «Armonía» (SDP) -observador- | Partido Socialdemócrata «Armonía» (SDP) -observador- | Partido Socialdemócrata «Armonía» (SDP) -observador- | 2 | 1 | 0,27% | | S&D                | 147 141 | 37 · 43                   | 19,57% 20,00% |
| Partido Socialdemócrata Lituano (LSDP) | Partido Socialdemócrata Lituano (LSDP) | Partido Socialdemócrata Lituano (LSDP) | 2 | Sin cambios | 0,27% | | S&D                | 147 141 | 37 · 43                   | 19,57% 20,00% |
| Partido Socialista-Diferente (sp.a) | Partido Socialista-Diferente (sp.a) | Partido Socialista-Diferente (sp.a) | 1 | Sin cambios | 0,13% | | S&D                | 147 141 | 37 · 43                   | 19,57% 20,00% |
| Movimiento por la Socialdemocracia (EDEK) | Movimiento por la Socialdemocracia (EDEK) | Movimiento por la Socialdemocracia (EDEK) | 1 | Sin cambios | 0,13% | | S&D                | 147 141 | 37 · 43                   | 19,57% 20,00% |
| Partido Socialista Húngaro (MSZP) | Partido Socialista Húngaro (MSZP) | Partido Socialista Húngaro (MSZP) | 1 | 1 | 0,13% | | S&D                | 147 141 | 37 · 43                   | 19,57% 20,00% |
| Partido Socialista Obrero Luxemburgués (Déi Gréng) | Partido Socialista Obrero Luxemburgués (Déi Gréng) | Partido Socialista Obrero Luxemburgués (Déi Gréng) | 1 | Sin cambios | 0,13% | | S&D                | 147 141 | 37 · 43                   | 19,57% 20,00% |
| | Partido de la Alianza de los Liberales y Demócratas por Europa (ALDE Party)                                                                                                  | Partido de la Alianza de los Liberales y Demócratas por Europa (ALDE Party)                                                                                                  | Partido de la Alianza de los Liberales y Demócratas por Europa (ALDE Party)                                                                                                  | Partido de la Alianza de los Liberales y Demócratas por Europa (ALDE Party)                                                                                                  | Partido de la Alianza de los Liberales y Demócratas por Europa (ALDE Party)                                                                                                  | Partido de la Alianza de los Liberales y Demócratas por Europa (ALDE Party)                                          | RE ECR             | 76 64   | 27 · 15                   | 10,12% 9,08%  |
| Liberal Demócratas (LibDem) | Liberal Demócratas (LibDem) | Liberal Demócratas (LibDem) | 16 | 15 | 2,13% | | RE ECR             | 76 64   | 27 · 15                   | 10,12% 9,08%  |
| Ciudadanos-Partido de la Ciudadanía (Cs) | Ciudadanos-Partido de la Ciudadanía (Cs) | Ciudadanos-Partido de la Ciudadanía (Cs) | 7 +1 | 5 | 0,93% | | RE ECR             | 76 64   | 27 · 15                   | 10,12% 9,08%  |
| ANO 2011 (ANO) | ANO 2011 (ANO) | ANO 2011 (ANO) | 6 | 2 | 0,80% | | RE ECR             | 76 64   | 27 · 15                   | 10,12% 9,08%  |
| Partido Democrático Liberal (FDP) | Partido Democrático Liberal (FDP) | Partido Democrático Liberal (FDP) | 5 | 2 | 0,67% | | RE ECR             | 76 64   | 27 · 15                   | 10,12% 9,08%  |
| Partido Popular por la Libertad y la Democracia (VVD) | Partido Popular por la Libertad y la Democracia (VVD) | Partido Popular por la Libertad y la Democracia (VVD) | 4 +1 | 1 | 0,53% | | RE ECR             | 76 64   | 27 · 15                   | 10,12% 9,08%  |
| Movimiento por los Derechos y Libertades (DPS) | Movimiento por los Derechos y Libertades (DPS) | Movimiento por los Derechos y Libertades (DPS) | 3 | 1 | 0,40% | | RE ECR             | 76 64   | 27 · 15                   | 10,12% 9,08%  |
| Izquierda-Partido Liberal de Dinamarca (Venstre) | Izquierda-Partido Liberal de Dinamarca (Venstre) | Izquierda-Partido Liberal de Dinamarca (Venstre) | 3 +1 | 1 | 0,40% | | RE ECR             | 76 64   | 27 · 15                   | 10,12% 9,08%  |
| Liberales y Demócratas Flamencos (Open VLD) | Liberales y Demócratas Flamencos (Open VLD) | Liberales y Demócratas Flamencos (Open VLD) | 2 | 1 | 0,27% | | RE ECR             | 76 64   | 27 · 15                   | 10,12% 9,08%  |
| Movimiento Reformador (MR) | Movimiento Reformador (MR) | Movimiento Reformador (MR) | 2 | Sin cambios | 0,27% | | RE ECR             | 76 64   | 27 · 15                   | 10,12% 9,08%  |
| Partido Social Liberal (Radikale Venstre) | Partido Social Liberal (Radikale Venstre) | Partido Social Liberal (Radikale Venstre) | 2 | 1 | 0,27% | | RE ECR             | 76 64   | 27 · 15                   | 10,12% 9,08%  |
| Eslovaquia Progresista (PS) | Eslovaquia Progresista (PS) | Eslovaquia Progresista (PS) | 2 | 2 | 0,27% | | RE ECR             | 76 64   | 27 · 15                   | 10,12% 9,08%  |
| Lista de Marjan Šarec (LMŠ) | Lista de Marjan Šarec (LMŠ) | Lista de Marjan Šarec (LMŠ) | 2 | 2 | 0,27% | | RE ECR             | 76 64   | 27 · 15                   | 10,12% 9,08%  |
| Partido Reformista Estonio (ER) | Partido Reformista Estonio (ER) | Partido Reformista Estonio (ER) | 2 | Sin cambios | 0,27% | | RE ECR             | 76 64   | 27 · 15                   | 10,12% 9,08%  |
| Partido del Centro (KESK) | Partido del Centro (KESK) | Partido del Centro (KESK) | 2 | 1 | 0,27% | | RE ECR             | 76 64   | 27 · 15                   | 10,12% 9,08%  |
| Movimiento Momentum (Momentum) | Movimiento Momentum (Momentum) | Movimiento Momentum (Momentum) | 2 | 2 | 0,27% | | RE ECR             | 76 64   | 27 · 15                   | 10,12% 9,08%  |
| Partido Democrático (DP) | Partido Democrático (DP) | Partido Democrático (DP) | 2 | 1 | 0,27% | | RE ECR             | 76 64   | 27 · 15                   | 10,12% 9,08%  |
| Demócratas 66 (D66) | Demócratas 66 (D66) | Demócratas 66 (D66) | 2 | 2 | 0,27% | | RE ECR             | 76 64   | 27 · 15                   | 10,12% 9,08%  |
| Partido del Centro (C) | Partido del Centro (C) | Partido del Centro (C) | 2 | 1 | 0,27% | | RE ECR             | 76 64   | 27 · 15                   | 10,12% 9,08%  |
| NEOS – La Nueva Austria y Foro Liberal | NEOS – La Nueva Austria y Foro Liberal | NEOS – La Nueva Austria y Foro Liberal | 1 | Sin cambios | 0,13% | | RE ECR             | 76 64   | 27 · 15                   | 10,12% 9,08%  |
| Asamblea Democrática Istriana (ID) [En la Coalición Ámsterdam] | Asamblea Democrática Istriana (ID) [En la Coalición Ámsterdam] | Asamblea Democrática Istriana (ID) [En la Coalición Ámsterdam] | 1 | Sin cambios | 0,13% | | RE ECR             | 76 64   | 27 · 15                   | 10,12% 9,08%  |
| Partido del Centro (Kesk) | Partido del Centro (Kesk) | Partido del Centro (Kesk) | 1 | Sin cambios | 0,13% | | RE ECR             | 76 64   | 27 · 15                   | 10,12% 9,08%  |
| Partido Popular Sueco (SFP) | Partido Popular Sueco (SFP) | Partido Popular Sueco (SFP) | 1 | Sin cambios | 0,13% | | RE ECR             | 76 64   | 27 · 15                   | 10,12% 9,08%  |
| Fianna Fáil (FF) | Fianna Fáil (FF) | Fianna Fáil (FF) | 1 +1 | Sin cambios | 0,13% | | RE ECR             | 76 64   | 27 · 15                   | 10,12% 9,08%  |
| Desarrollo/¡Por! (AP!) | Desarrollo/¡Por! (AP!) | Desarrollo/¡Por! (AP!) | 1 | 1 | 0,13% | | RE ECR             | 76 64   | 27 · 15                   | 10,12% 9,08%  |
| Partido del Trabajo (DP) | Partido del Trabajo (DP) | Partido del Trabajo (DP) | 1 | Sin cambios | 0,13% | | RE ECR             | 76 64   | 27 · 15                   | 10,12% 9,08%  |
| Movimiento Liberal (LRLS) | Movimiento Liberal (LRLS) | Movimiento Liberal (LRLS) | 1 | 1 | 0,13% | | RE ECR             | 76 64   | 27 · 15                   | 10,12% 9,08%  |
| Partido de la Alianza de Irlanda del Norte | Partido de la Alianza de Irlanda del Norte | Partido de la Alianza de Irlanda del Norte | 1 | 1 | 0,13% | | RE ECR             | 76 64   | 27 · 15                   | 10,12% 9,08%  |
| Partido Popular Liberal (FL) | Partido Popular Liberal (FL) | Partido Popular Liberal (FL) | 1 | 1 | 0,13% | | RE ECR             | 76 64   | 27 · 15                   | 10,12% 9,08%  |
| | Partido Identidad y Democracia (ID Party) Renombrado de Movimiento Europa de las Naciones y de las Libertades (MENL)                                                         | Partido Identidad y Democracia (ID Party) Renombrado de Movimiento Europa de las Naciones y de las Libertades (MENL)                                                         | Partido Identidad y Democracia (ID Party) Renombrado de Movimiento Europa de las Naciones y de las Libertades (MENL)                                                         | Partido Identidad y Democracia (ID Party) Renombrado de Movimiento Europa de las Naciones y de las Libertades (MENL)                                                         | Partido Identidad y Democracia (ID Party) Renombrado de Movimiento Europa de las Naciones y de las Libertades (MENL)                                                         | Partido Identidad y Democracia (ID Party) Renombrado de Movimiento Europa de las Naciones y de las Libertades (MENL) | ID                 | 60 62   | 22 · 24                   | 7,99% 10,78%  |
| Liga (Lega) | Liga (Lega) | Liga (Lega) | 28 +1 | 23 | 2,80% | | ID                 | 60 62   | 22 · 24                   | 7,99% 10,78%  |
| Agrupación Nacional (RN) | Agrupación Nacional (RN) | Agrupación Nacional (RN) | 22 +1 | 2 | 2,93% | | ID                 | 60 62   | 22 · 24                   | 7,99% 10,78%  |
| Partido de la Libertad de Austria (FPÖ) | Partido de la Libertad de Austria (FPÖ) | Partido de la Libertad de Austria (FPÖ) | 3 | 1 | 0,40% | | ID                 | 60 62   | 22 · 24                   | 7,99% 10,78%  |
| Vlaams Belang (VB) | Vlaams Belang (VB) | Vlaams Belang (VB) | 3 | 2 | 0,40% | | ID                 | 60 62   | 22 · 24                   | 7,99% 10,78%  |
| Libertad y Democracia Directa (SPD) | Libertad y Democracia Directa (SPD) | Libertad y Democracia Directa (SPD) | 2 | 2 | 0,27% | | ID                 | 60 62   | 22 · 24                   | 7,99% 10,78%  |
| Partido Popular Danés (DF) | Partido Popular Danés (DF) | Partido Popular Danés (DF) | 1 | 3 | 0,13% | | ID                 | 60 62   | 22 · 24                   | 7,99% 10,78%  |
| Partido Popular Conservador (EKRE) | Partido Popular Conservador (EKRE) | Partido Popular Conservador (EKRE) | 1 | 1 | 0,13% | | ID                 | 60 62   | 22 · 24                   | 7,99% 10,78%  |
| | Partido Verde Europeo (EGP) | Partido Verde Europeo (EGP) | Partido Verde Europeo (EGP) | Partido Verde Europeo (EGP) | Partido Verde Europeo (EGP) | Partido Verde Europeo (EGP)                                                                                          | Verdes/ALE         | 55 52   | 19 · 16                   | 7,32% 7,37%   |
| Alianza 90/Los Verdes (GRÜNE) | Alianza 90/Los Verdes (GRÜNE) | Alianza 90/Los Verdes (GRÜNE) | 21 | 10 | 2,80% | | Verdes/ALE         | 55 52   | 19 · 16                   | 7,32% 7,37%   |
| Europa Ecología Los Verdes (EE-LV) | Europa Ecología Los Verdes (EE-LV) | Europa Ecología Los Verdes (EE-LV) | 11 +1 | 5 | 0,67% | | Verdes/ALE         | 55 52   | 19 · 16                   | 7,32% 7,37%   |
| Partido Verde de Inglaterra y Gales (Green) | Partido Verde de Inglaterra y Gales (Green) | Partido Verde de Inglaterra y Gales (Green) | 7 | 4 | 0,93% | | Verdes/ALE         | 55 52   | 19 · 16                   | 7,32% 7,37%   |
| Izquierda Verde (GL) | Izquierda Verde (GL) | Izquierda Verde (GL) | 3 | 1 | 0,40% | | Verdes/ALE         | 55 52   | 19 · 16                   | 7,32% 7,37%   |
| Los Verdes-La Alternativa Verde (Grünen) | Los Verdes-La Alternativa Verde (Grünen) | Los Verdes-La Alternativa Verde (Grünen) | 2 +1 | 1 | 0,27% | | Verdes/ALE         | 55 52   | 19 · 16                   | 7,32% 7,37%   |
| Ecolo | Ecolo | Ecolo | 2 | 1 | 0,27% | | Verdes/ALE         | 55 52   | 19 · 16                   | 7,32% 7,37%   |
| Liga Verde (VIHR) | Liga Verde (VIHR) | Liga Verde (VIHR) | 2 +1 | 1 | 0,27% | | Verdes/ALE         | 55 52   | 19 · 16                   | 7,32% 7,37%   |
| Partido Verde | Partido Verde | Partido Verde | 2 | 2 | 0,27% | | Verdes/ALE         | 55 52   | 19 · 16                   | 7,32% 7,37%   |
| Partido Verde (Gröna) | Partido Verde (Gröna) | Partido Verde (Gröna) | 2 +1 | 2 | 0,27% | | Verdes/ALE         | 55 52   | 19 · 16                   | 7,32% 7,37%   |
| Groen | Groen | Groen | 1 | Sin cambios | 0,13% | | Verdes/ALE         | 55 52   | 19 · 16                   | 7,32% 7,37%   |
| Iniciativa per Catalunya Verds (ICV) [dentro de la coalición Unidas Podemos Cambiar Europa]                                                                                  | Iniciativa per Catalunya Verds (ICV) [dentro de la coalición Unidas Podemos Cambiar Europa]                                                                                  | Iniciativa per Catalunya Verds (ICV) [dentro de la coalición Unidas Podemos Cambiar Europa]                                                                                  | 1 | Sin cambios | 0,13% | | Verdes/ALE         | 55 52   | 19 · 16                   | 7,32% 7,37%   |
| Los Verdes (Déi Gréng) | Los Verdes (Déi Gréng) | Los Verdes (Déi Gréng) | 1 | Sin cambios | 0,13% | | Verdes/ALE         | 55 52   | 19 · 16                   | 7,32% 7,37%   |
| | Alianza de los Conservadores y Reformistas Europeos (AECR) | Alianza de los Conservadores y Reformistas Europeos (AECR) | Alianza de los Conservadores y Reformistas Europeos (AECR) | Alianza de los Conservadores y Reformistas Europeos (AECR) | Alianza de los Conservadores y Reformistas Europeos (AECR) | Alianza de los Conservadores y Reformistas Europeos (AECR)                                                           | ECR                | 47 44   | 5 · 2                     | 6,26% 6,24%   |
| Ley y Justicia (PiS) | Ley y Justicia (PiS) | Ley y Justicia (PiS) | 26 +1 | 7 | 3,46% | | ECR                | 47 44   | 5 · 2                     | 6,26% 6,24%   |
| Hermanos de Italia (FdI) | Hermanos de Italia (FdI) | Hermanos de Italia (FdI) | 5 +1 | 5 | 0,67% | | ECR                | 47 44   | 5 · 2                     | 6,26% 6,24%   |
| Partido Conservador | Partido Conservador | Partido Conservador | 4 | 15 | 0,53% | | ECR                | 47 44   | 5 · 2                     | 6,26% 6,24%   |
| Partido Democrático Cívico (ODS) | Partido Democrático Cívico (ODS) | Partido Democrático Cívico (ODS) | 4 | 2 | 0,53% | | ECR                | 47 44   | 5 · 2                     | 6,26% 6,24%   |
| Organización Revolucionaria Interior Macedonia – Movimiento Nacional Búlgaro (BMPO)                                                                                          | Organización Revolucionaria Interior Macedonia – Movimiento Nacional Búlgaro (BMPO)                                                                                          | Organización Revolucionaria Interior Macedonia – Movimiento Nacional Búlgaro (BMPO)                                                                                          | 2 | Sin cambios | 0,27% | | ECR                | 47 44   | 5 · 2                     | 6,26% 6,24%   |
| Libertad y Solidaridad (SaS) | Libertad y Solidaridad (SaS) | Libertad y Solidaridad (SaS) | 2 | 1 | 0,27% | | ECR                | 47 44   | 5 · 2                     | 6,26% 6,24%   |
| Alianza Nacional (LNNK) | Alianza Nacional (LNNK) | Alianza Nacional (LNNK) | 2 | 1 | 0,27% | | ECR                | 47 44   | 5 · 2                     | 6,26% 6,24%   |
| Partido Conservador Croata (HKS) [dentro de la coalición Soberanistas Croatas]                                                                                               | Partido Conservador Croata (HKS) [dentro de la coalición Soberanistas Croatas]                                                                                               | Partido Conservador Croata (HKS) [dentro de la coalición Soberanistas Croatas]                                                                                               | 1 | 1 | 0,13% | | ECR                | 47 44   | 5 · 2                     | 6,26% 6,24%   |
| Acción Electoral de Polacos en Lituania - Alianza de Familias Cristianas (LLRA–KŠS)                                                                                          | Acción Electoral de Polacos en Lituania - Alianza de Familias Cristianas (LLRA–KŠS)                                                                                          | Acción Electoral de Polacos en Lituania - Alianza de Familias Cristianas (LLRA–KŠS)                                                                                          | 1 | 1 | 0,13% | | ECR                | 47 44   | 5 · 2                     | 6,26% 6,24%   |
| | Partido de la Izquierda Europea (PEL) | Partido de la Izquierda Europea (PEL) | Partido de la Izquierda Europea (PEL) | Partido de la Izquierda Europea (PEL) | Partido de la Izquierda Europea (PEL) | Partido de la Izquierda Europea (PEL)                                                                                | GUE-NGL            | 21      | 7 · 7                     | 2,80% 2,98%   |
| Coalición de la Izquierda Radical (SYRIZA) | Coalición de la Izquierda Radical (SYRIZA) | Coalición de la Izquierda Radical (SYRIZA) | 6 | Sin cambios | 0,80% | | GUE-NGL            | 21      | 7 · 7                     | 2,80% 2,98%   |
| Die Linke | Die Linke | Die Linke | 5 | 2 | 0,67% | | GUE-NGL            | 21      | 7 · 7                     | 2,80% 2,98%   |
| Partido Progresista del Pueblo Obrero (AKEL) -observador- | Partido Progresista del Pueblo Obrero (AKEL) -observador- | Partido Progresista del Pueblo Obrero (AKEL) -observador- | 2 | Sin cambios | 0,27% | | GUE-NGL            | 21      | 7 · 7                     | 2,80% 2,98%   |
| Izquierda Unida (IU) [dentro de la coalición Unidas Podemos Cambiar Europa]                                                                                                  | Izquierda Unida (IU) [dentro de la coalición Unidas Podemos Cambiar Europa]                                                                                                  | Izquierda Unida (IU) [dentro de la coalición Unidas Podemos Cambiar Europa]                                                                                                  | 2 | 2 | 0,27% | | GUE-NGL            | 21      | 7 · 7                     | 2,80% 2,98%   |
| Bloque de Izquierda (BE) | Bloque de Izquierda (BE) | Bloque de Izquierda (BE) | 2 | 1 | 0,27% | | GUE-NGL            | 21      | 7 · 7                     | 2,80% 2,98%   |
| Partido Comunista Portugués (PCP) [en la Coalición Democrática Unitaria] | Partido Comunista Portugués (PCP) [en la Coalición Democrática Unitaria] | Partido Comunista Portugués (PCP) [en la Coalición Democrática Unitaria] | 2 | 1 | 0,27% | | GUE-NGL            | 21      | 7 · 7                     | 2,80% 2,98%   |
| Alianza Roji-Verde (Ø) [en la coalición Movimiento Popular Contra la UE (N)]                                                                                                 | Alianza Roji-Verde (Ø) [en la coalición Movimiento Popular Contra la UE (N)]                                                                                                 | Alianza Roji-Verde (Ø) [en la coalición Movimiento Popular Contra la UE (N)]                                                                                                 | 1 | Sin cambios | 0,13% | | GUE-NGL            | 21      | 7 · 7                     | 2,80% 2,98%   |
| Partido Comunista de Bohemia y Moravia (KSČM) -observador- | Partido Comunista de Bohemia y Moravia (KSČM) -observador- | Partido Comunista de Bohemia y Moravia (KSČM) -observador- | 1 | 2 | 0,13% | | GUE-NGL            | 21      | 7 · 7                     | 2,80% 2,98%   |
| | Partido Demócrata Europeo (EDP) | Partido Demócrata Europeo (EDP) | Partido Demócrata Europeo (EDP) | Partido Demócrata Europeo (EDP) | Partido Demócrata Europeo (EDP) | Partido Demócrata Europeo (EDP)                                                                                      | RE S&D             | 11      | 1 · 1                     | 1,46% 1,56%   |
| Movimiento Demócrata (MoDem) [dentro de la coalición La República en Marcha-Movimiento Demócrata]                                                                            | Movimiento Demócrata (MoDem) [dentro de la coalición La República en Marcha-Movimiento Demócrata]                                                                            | Movimiento Demócrata (MoDem) [dentro de la coalición La República en Marcha-Movimiento Demócrata]                                                                            | 5 | 1 | 0,67% | | RE S&D             | 11      | 1 · 1                     | 1,46% 1,56%   |
| Electores Libres (FW) | Electores Libres (FW) | Electores Libres (FW) | 2 | 1 | 0,27% | | RE S&D             | 11      | 1 · 1                     | 1,46% 1,56%   |
| PRO Rumania (PRO) | PRO Rumania (PRO) | PRO Rumania (PRO) | 2 | Sin cambios | 0,27% | | RE S&D             | 11      | 1 · 1                     | 1,46% 1,56%   |
| Partido Nacionalista Vasco [dentro de la Coalición por una Europa Solidaria]                                                                                                 | Partido Nacionalista Vasco [dentro de la Coalición por una Europa Solidaria]                                                                                                 | Partido Nacionalista Vasco [dentro de la Coalición por una Europa Solidaria]                                                                                                 | 1 | Sin cambios | 0,13% | | RE S&D             | 11      | 1 · 1                     | 1,46% 1,56%   |
| Movimiento Radical, Social y Liberal (MR) [dentro de la coalición La República en Marcha-Movimiento Demócrata]                                                               | Movimiento Radical, Social y Liberal (MR) [dentro de la coalición La República en Marcha-Movimiento Demócrata]                                                               | Movimiento Radical, Social y Liberal (MR) [dentro de la coalición La República en Marcha-Movimiento Demócrata]                                                               | 1 | 1 | 0,13% | | RE S&D             | 11      | 1 · 1                     | 1,46% 1,56%   |
| | Alianza Libre Europea (EFA) | Alianza Libre Europea (EFA) | Alianza Libre Europea (EFA) | Alianza Libre Europea (EFA) | Alianza Libre Europea (EFA) | Alianza Libre Europea (EFA)                                                                                          | Verdes/ALE ECR     | 11 7    | · 4                       | 1,46% 0,99%   |
| Nueva Alianza Flamenca (N-VA) | Nueva Alianza Flamenca (N-VA) | Nueva Alianza Flamenca (N-VA) | 3 | 1 | 0,40% | | Verdes/ALE ECR     | 11 7    | · 4                       | 1,46% 0,99%   |
| Partido Nacional Escocés (SNP) | Partido Nacional Escocés (SNP) | Partido Nacional Escocés (SNP) | 3 | 1 | 0,40% | | Verdes/ALE ECR     | 11 7    | · 4                       | 1,46% 0,99%   |
| Esquerra Republicana de Catalunya [dentro de la coalición Ahora Repúblicas]                                                                                                  | Esquerra Republicana de Catalunya [dentro de la coalición Ahora Repúblicas]                                                                                                  | Esquerra Republicana de Catalunya [dentro de la coalición Ahora Repúblicas]                                                                                                  | 2 | Sin cambios | 0,27% | | Verdes/ALE ECR     | 11 7    | · 4                       | 1,46% 0,99%   |
| Partido de la Nación Corsa (PNC) [dentro de la coalición Europa Ecología Los Verdes]                                                                                         | Partido de la Nación Corsa (PNC) [dentro de la coalición Europa Ecología Los Verdes]                                                                                         | Partido de la Nación Corsa (PNC) [dentro de la coalición Europa Ecología Los Verdes]                                                                                         | 1 | 1 | 0,13% | | Verdes/ALE ECR     | 11 7    | · 4                       | 1,46% 0,99%   |
| Unión Rusa de Letonia (LKS) -observador- | Unión Rusa de Letonia (LKS) -observador- | Unión Rusa de Letonia (LKS) -observador- | 1 | Sin cambios | 0,13% | | Verdes/ALE ECR     | 11 7    | · 4                       | 1,46% 0,99%   |
| Plaid Cymru | Plaid Cymru | Plaid Cymru | 1 | Sin cambios | 0,13% | | Verdes/ALE ECR     | 11 7    | · 4                       | 1,46% 0,99%   |
| | Ahora la Gente | Ahora la Gente | Ahora la Gente | Ahora la Gente | Ahora la Gente | Ahora la Gente | GUE-NGL            | 9       | 9 · 9                     | 1,20% 1,28%   |
| Francia Insumisa (FI) | Francia Insumisa (FI) | Francia Insumisa (FI) | 6 | 1 | 0,80% | | GUE-NGL            | 9       | 9 · 9                     | 1,20% 1,28%   |
| Podemos [dentro de la coalición Unidas Podemos Cambiar Europa] | Podemos [dentro de la coalición Unidas Podemos Cambiar Europa] | Podemos [dentro de la coalición Unidas Podemos Cambiar Europa] | 3 | 2 | 0,40% | | GUE-NGL            | 9       | 9 · 9                     | 1,20% 1,28%   |
| Participan Bloque de Izquierda, Alianza Roji-Verde, Alianza de la Izquierda y Partido de la Izquierda, que suman en otros partidos donde participaban desde hace más tiempo. | Participan Bloque de Izquierda, Alianza Roji-Verde, Alianza de la Izquierda y Partido de la Izquierda, que suman en otros partidos donde participaban desde hace más tiempo. | Participan Bloque de Izquierda, Alianza Roji-Verde, Alianza de la Izquierda y Partido de la Izquierda, que suman en otros partidos donde participaban desde hace más tiempo. | Participan Bloque de Izquierda, Alianza Roji-Verde, Alianza de la Izquierda y Partido de la Izquierda, que suman en otros partidos donde participaban desde hace más tiempo. | Participan Bloque de Izquierda, Alianza Roji-Verde, Alianza de la Izquierda y Partido de la Izquierda, que suman en otros partidos donde participaban desde hace más tiempo. | Participan Bloque de Izquierda, Alianza Roji-Verde, Alianza de la Izquierda y Partido de la Izquierda, que suman en otros partidos donde participaban desde hace más tiempo. | 15 | GUE-NGL            | 15      | 2,00%                     |               |
| | Partido Pirata Europeo (PIRATES) | Partido Pirata Europeo (PIRATES) | Partido Pirata Europeo (PIRATES) | Partido Pirata Europeo (PIRATES) | Partido Pirata Europeo (PIRATES) | Partido Pirata Europeo (PIRATES)                                                                                     | Verdes/ALE         | 4       | 3 · 3                     | 0,53% 0,57%   |
| Partido Pirata de la República Checa (CPS) | Partido Pirata de la República Checa (CPS) | Partido Pirata de la República Checa (CPS) | 3 | 3 | 0,40% | | Verdes/ALE         | 4       | 3 · 3                     | 0,53% 0,57%   |
| Partido Pirata de Alemania (Piraten) | Partido Pirata de Alemania (Piraten) | Partido Pirata de Alemania (Piraten) | 1 | Sin cambios | 0,13% | | Verdes/ALE         | 4       | 3 · 3                     | 0,53% 0,57%   |
| | Alianza de la Izquierda Verde Nórdica (NGL) | Alianza de la Izquierda Verde Nórdica (NGL) | Alianza de la Izquierda Verde Nórdica (NGL) | Alianza de la Izquierda Verde Nórdica (NGL) | Alianza de la Izquierda Verde Nórdica (NGL) | Alianza de la Izquierda Verde Nórdica (NGL)                                                                          | GUE-NGL Verdes/ALE | 4       | 1 · 1                     | 0,53% 0,57%   |
| Partido Popular Socialista (SF) | Partido Popular Socialista (SF) | Partido Popular Socialista (SF) | 2 | 1 | 0,27% | | GUE-NGL Verdes/ALE | 4       | 1 · 1                     | 0,53% 0,57%   |
| Alianza de la Izquierda (V) | Alianza de la Izquierda (V) | Alianza de la Izquierda (V) | 1 | Sin cambios | 0,13% | | GUE-NGL Verdes/ALE | 4       | 1 · 1                     | 0,53% 0,57%   |
| Partido de la Izquierda (K) | Partido de la Izquierda (K) | Partido de la Izquierda (K) | 1 | Sin cambios | 0,13% | | GUE-NGL Verdes/ALE | 4       | 1 · 1                     | 0,53% 0,57%   |
| | Movimiento Político Cristiano Europeo (ECPM) | Movimiento Político Cristiano Europeo (ECPM) | Movimiento Político Cristiano Europeo (ECPM) | Movimiento Político Cristiano Europeo (ECPM) | Movimiento Político Cristiano Europeo (ECPM) | Movimiento Político Cristiano Europeo (ECPM)                                                                         | GPPE ECR           | 3       | Sin cambios · Sin cambios | 0,40% 0,43%   |
| Unión Cristiana (CU) [en coalición con Partido Político Reformado (SGP)] | Unión Cristiana (CU) [en coalición con Partido Político Reformado (SGP)] | Unión Cristiana (CU) [en coalición con Partido Político Reformado (SGP)] | 1 | Sin cambios | 0,13% | | GPPE ECR           | 3       | Sin cambios · Sin cambios | 0,40% 0,43%   |
| Partido Político Reformado (SGP) [en coalición con Unión Cristiana (CU)] | Partido Político Reformado (SGP) [en coalición con Unión Cristiana (CU)] | Partido Político Reformado (SGP) [en coalición con Unión Cristiana (CU)] | 1 | Sin cambios | 0,13% | | GPPE ECR           | 3       | Sin cambios · Sin cambios | 0,40% 0,43%   |
| Gente Común (OL'aNO) | Gente Común (OL'aNO) | Gente Común (OL'aNO) | 1 | Sin cambios | 0,13% | | GPPE ECR           | 3       | Sin cambios · Sin cambios | 0,40% 0,43%   |
| | Animal Politics EU | Animal Politics EU | Animal Politics EU | Animal Politics EU | Animal Politics EU | Animal Politics EU                                                                                                   | Verdes/ALE GUE-NGL | 3       | 2 · 2                     | 0,40% 0,43%   |
| Partido Ser Humano, Medio Ambiente y Protección de los Animales (Tierschutz)                                                                                                 | Partido Ser Humano, Medio Ambiente y Protección de los Animales (Tierschutz)                                                                                                 | Partido Ser Humano, Medio Ambiente y Protección de los Animales (Tierschutz)                                                                                                 | 1 | Sin cambios | 0,13% | | Verdes/ALE GUE-NGL | 3       | 2 · 2                     | 0,40% 0,43%   |
| Partido por los Animales (PvdD) | Partido por los Animales (PvdD) | Partido por los Animales (PvdD) | 1 | 1 | 0,13% | | Verdes/ALE GUE-NGL | 3       | 2 · 2                     | 0,40% 0,43%   |
| Personas-Animales-Naturaleza (PAN) | Personas-Animales-Naturaleza (PAN) | Personas-Animales-Naturaleza (PAN) | 1 | 1 | 0,13% | | Verdes/ALE GUE-NGL | 3       | 2 · 2                     | 0,40% 0,43%   |
| | Alianza por la Paz y la Libertad (APF) | Alianza por la Paz y la Libertad (APF) | Alianza por la Paz y la Libertad (APF) | Alianza por la Paz y la Libertad (APF) | Alianza por la Paz y la Libertad (APF) | Alianza por la Paz y la Libertad (APF)                                                                               |                    | 2       | 2 · 2                     | 0,27% 0,28%   |
| Kotleba - Partido Popular Nuestra Eslovaquia (L'SNS) | Kotleba - Partido Popular Nuestra Eslovaquia (L'SNS) | Kotleba - Partido Popular Nuestra Eslovaquia (L'SNS) | 2 | 2 | 0,27% | |                    | 2       | 2 · 2                     | 0,27% 0,28%   |
| | Volt Europa (Volt) | Volt Europa (Volt) | Volt Europa (Volt) | Volt Europa (Volt) | Volt Europa (Volt) | Volt Europa (Volt)                                                                                                   | Verdes/ALE         | 1       | 1 · 1                     | 0,13% 0,14%   |
| Volt Europa | Volt Europa | Volt Europa | 1 | 1 | 0,13% | | Verdes/ALE         | 1       | 1 · 1                     | 0,13% 0,14%   |
| | Candidaturas sin partido político europeo | Candidaturas sin partido político europeo | Candidaturas sin partido político europeo | Candidaturas sin partido político europeo | Candidaturas sin partido político europeo | Candidaturas sin partido político europeo                                                                            |                    | 124 99  | 8 · 7                     | 16,51% 14,04% |
| Partido del Brexit | Partido del Brexit | Partido del Brexit | 29 | 29 | 3,86% | |                    | 124 99  | 8 · 7                     | 16,51% 14,04% |
| La República en Marcha (LREM) [dentro de la coalición La República en Marcha-Movimiento Demócrata]                                                                           | La República en Marcha (LREM) [dentro de la coalición La República en Marcha-Movimiento Demócrata]                                                                           | La República en Marcha (LREM) [dentro de la coalición La República en Marcha-Movimiento Demócrata]                                                                           | 15 +2 | 15 | 2,00% | |                    | 124 99  | 8 · 7                     | 16,51% 14,04% |
| Movimiento 5 Estrellas (M5E) | Movimiento 5 Estrellas (M5E) | Movimiento 5 Estrellas (M5E) | 14 | 3 | 1,86% | |                    | 124 99  | 8 · 7                     | 16,51% 14,04% |
| Alternativa para Alemania (AfD) | Alternativa para Alemania (AfD) | Alternativa para Alemania (AfD) | 11 | 4 | 0,53% | |                    | 124 99  | 8 · 7                     | 16,51% 14,04% |
| Alianza 2020: Unión Salvar Rumanía-Partido Libertad, Unidad y Solidaridad (USR-PLUS)                                                                                         | Alianza 2020: Unión Salvar Rumanía-Partido Libertad, Unidad y Solidaridad (USR-PLUS)                                                                                         | Alianza 2020: Unión Salvar Rumanía-Partido Libertad, Unidad y Solidaridad (USR-PLUS)                                                                                         | 8 | 8 | 1,07% | |                    | 124 99  | 8 · 7                     | 16,51% 14,04% |
| Coalición Democrática (DK) | Coalición Democrática (DK) | Coalición Democrática (DK) | 4 | 2 | 0,53% | |                    | 124 99  | 8 · 7                     | 16,51% 14,04% |
| Vox | Vox | Vox | 3 +1 | 3 | 0,40% | |                    | 124 99  | 8 · 7                     | 16,51% 14,04% |
| Foro para la Democracia (FVD) | Foro para la Democracia (FVD) | Foro para la Democracia (FVD) | 3 +1 | 3 | 0,40% | |                    | 124 99  | 8 · 7                     | 16,51% 14,04% |
| Demócratas de Suecia (SD) | Demócratas de Suecia (SD) | Demócratas de Suecia (SD) | 3 | 1 | 0,40% | |                    | 124 99  | 8 · 7                     | 16,51% 14,04% |
| Die PARTEI | Die PARTEI | Die PARTEI | 2 | 1 | 0,27% | |                    | 124 99  | 8 · 7                     | 16,51% 14,04% |
| JUNTOS - Democracia Cívica (SPOLU) | JUNTOS - Democracia Cívica (SPOLU) | JUNTOS - Democracia Cívica (SPOLU) | 2 | 2 | 0,27% | |                    | 124 99  | 8 · 7                     | 16,51% 14,04% |
| Lliures per Europa (Junts) | Lliures per Europa (Junts) | Lliures per Europa (Junts) | 2 +1 | 2 | 0,27% | |                    | 124 99  | 8 · 7                     | 16,51% 14,04% |
| Partido Comunista de Grecia (KKE) | Partido Comunista de Grecia (KKE) | Partido Comunista de Grecia (KKE) | 2 | Sin cambios | 0,27% | |                    | 124 99  | 8 · 7                     | 16,51% 14,04% |
| Amanecer Dorado (XA) | Amanecer Dorado (XA) | Amanecer Dorado (XA) | 2 | 1 | 0,27% | |                    | 124 99  | 8 · 7                     | 16,51% 14,04% |
| Sinn Féin (SF) | Sinn Féin (SF) | Sinn Féin (SF) | 2 | 2 | 0,27% | |                    | 124 99  | 8 · 7                     | 16,51% 14,04% |
| Independientes por el Cambio | Independientes por el Cambio | Independientes por el Cambio | 2 | 2 | 0,27% | |                    | 124 99  | 8 · 7                     | 16,51% 14,04% |
| Unión de los Campesinos y Verdes Lituanos (LVŽS) | Unión de los Campesinos y Verdes Lituanos (LVŽS) | Unión de los Campesinos y Verdes Lituanos (LVŽS) | 2 | 1 | 0,27% | |                    | 124 99  | 8 · 7                     | 16,51% 14,04% |
| Partido del Movimiento Popular (PMP) | Partido del Movimiento Popular (PMP) | Partido del Movimiento Popular (PMP) | 2 | Sin cambios | 0,27% | |                    | 124 99  | 8 · 7                     | 16,51% 14,04% |
| Partido de los Finlandeses (PS) | Partido de los Finlandeses (PS) | Partido de los Finlandeses (PS) | 2 | Sin cambios | 0,27% | |                    | 124 99  | 8 · 7                     | 16,51% 14,04% |
| Partido Ecológico-Democrático (ÖDP) | Partido Ecológico-Democrático (ÖDP) | Partido Ecológico-Democrático (ÖDP) | 1 | Sin cambios | 0,13% | |                    | 124 99  | 8 · 7                     | 16,51% 14,04% |
| Partido de las Familias de Alemania (Familie) | Partido de las Familias de Alemania (Familie) | Partido de las Familias de Alemania (Familie) | 1 | Sin cambios | 0,13% | |                    | 124 99  | 8 · 7                     | 16,51% 14,04% |
| Partido del Trabajo de Bélgica (PVDA) | Partido del Trabajo de Bélgica (PVDA) | Partido del Trabajo de Bélgica (PVDA) | 1 | 1 | 0,13% | |                    | 124 99  | 8 · 7                     | 16,51% 14,04% |
| Partido Democrático (DIKO) | Partido Democrático (DIKO) | Partido Democrático (DIKO) | 1 | Sin cambios | 0,13% | |                    | 124 99  | 8 · 7                     | 16,51% 14,04% |
| Escudo Humano (ŽZ) | Escudo Humano (ŽZ) | Escudo Humano (ŽZ) | 1 | 1 | 0,13% | |                    | 124 99  | 8 · 7                     | 16,51% 14,04% |
| Euskal Herria Bildu [dentro de la coalición Ahora Repúblicas] | Euskal Herria Bildu [dentro de la coalición Ahora Repúblicas] | Euskal Herria Bildu [dentro de la coalición Ahora Repúblicas] | 1 | Sin cambios | 0,13% | |                    | 124 99  | 8 · 7                     | 16,51% 14,04% |
| Solución Griega (Elliniki Lisi) | Solución Griega (Elliniki Lisi) | Solución Griega (Elliniki Lisi) | 1 | 1 | 0,13% | |                    | 124 99  | 8 · 7                     | 16,51% 14,04% |
| Movimiento por una Hungría Mejor (Jobbik) | Movimiento por una Hungría Mejor (Jobbik) | Movimiento por una Hungría Mejor (Jobbik) | 1 | 2 | 0,13% | |                    | 124 99  | 8 · 7                     | 16,51% 14,04% |
| 50PLUS (50+) | 50PLUS (50+) | 50PLUS (50+) | 1 | 1 | 0,13% | |                    | 124 99  | 8 · 7                     | 16,51% 14,04% |
| Partido Unionista Democrático (DUP) | Partido Unionista Democrático (DUP) | Partido Unionista Democrático (DUP) | 1 | Sin cambios | 0,13% | |                    | 124 99  | 8 · 7                     | 16,51% 14,04% |
| Alcaldes e independientes (STAN) [en coalición con TOP 09] | Alcaldes e independientes (STAN) [en coalición con TOP 09] | Alcaldes e independientes (STAN) [en coalición con TOP 09] | 1 | 1 | 0,13% | |                    | 124 99  | 8 · 7                     | 16,51% 14,04% |
| Independiente: Mislav Kolakušić | Independiente: Mislav Kolakušić | Independiente: Mislav Kolakušić | 1 | 1 | 0,13% | |                    | 124 99  | 8 · 7                     | 16,51% 14,04% |
| Independiente: Luke 'Ming' Flanagan | Independiente: Luke 'Ming' Flanagan | Independiente: Luke 'Ming' Flanagan | 1 | Sin cambios | 0,13% | |                    | 124 99  | 8 · 7                     | 16,51% 14,04% |
| Independiente: Aušra Maldeikienė | Independiente: Aušra Maldeikienė | Independiente: Aušra Maldeikienė | 1 | 1 | 0,13% | |                    | 124 99  | 8 · 7                     | 16,51% 14,04% |
| Partido por la Libertad (PVV) | Partido por la Libertad (PVV) | Partido por la Libertad (PVV) | 0 +1 | 4 | 0,00% | |                    | 124 99  | 8 · 7                     | 16,51% 14,04% |

Nota: Las cifras situadas como suma al lado de los diputados, son los asientos que ganaría el partido una vez producido el brexit, y las cifras bajo los resultados generales de los partidos europeos, como quedaría el resultado una vez llegado ese momento.

## Nuevo Parlamento
Durante el mes de junio de 2019, los diferentes diputados electos negociaron para formar los grupos políticos del Parlamento Europeo, que necesitan un mínimo de 25 eurodiputados de siete Estados miembros de la Unión Europea. De los siete grupos que acabaron la VII Legislatura del Parlamento Europeo, continuaron con el mismo nombre el Grupo del Partido Popular Europeo, que volvió a ser el grupo más importante a pesar de perder 34 escaños, el Grupo de la Alianza Progresista de Socialistas y Demócratas, con una pérdida de 33 escaños, el Grupo de Los Verdes/Alianza Libre Europea que logró la cuarta plaza y sumó 23 escaños, el Grupo de los Conservadores y Reformistas Europeos que pasó de la tercera a la sexta plaza bajando 15 escaños, y el Grupo Confederal de la Izquierda Unitaria Europea / Izquierda Verde Nórdica que perdió 11 escaños y fue el grupo más pequeño de todo el hemiciclo.
Por su parte, el Grupo de la Alianza de los Liberales y Demócratas por Europa liderado por el Partido de la Alianza de los Liberales y Demócratas por Europa decidió cambiar de nombre tras la entrada del partido francés La República en Marcha de Emmanuel Macron. El nuevo grupo, llamado Renovar Europa se formó con 108 eurodiputados, 39 más de los que tenía ALDE al finalizar la anterior legislatura.
Entre los partidos populistas y de extrema derecha, el grupo Europa de las Naciones y de las Libertades anunció el 12 de junio de 2019 que cambiaría de nombre para formar Identidad y Democracia, con la presencia de la Liga Norte de Italia, la Agrupación Nacional de Francia y Alternativa para Alemania entre otros. Este grupo logró el apoyo de varios partidos que hasta el momento formaban parte del grupo Europa de la Libertad y la Democracia Directa, creado la legislatura anterior por un acuerdo entre el Partido de la Independencia del Reino Unido (de los cuales muchos diputados se pasaron al final de la legislatura al Partido del Brexit) y el italiano Movimiento 5 Estrellas, dejando a ambos partidos sin grupo propio y como no inscritos.